# Славянское язычество
Славя́нское язы́чество, древнеславя́нская рели́гия — традиционная религия славянских народов, основной чертой которой являлось поклонение различным божествам, духам и душам предков. Боги в пантеоне были связаны кровным родством, и некоторые из них занимали верховное положение над остальными богами. Божества изображались в виде антропоморфных идолов, устанавливаемых в различных святилищах: открытых капищах или храмах, известных только балтийским или западным славянам. Боги балтийских славян могли изображаться многоголовыми. Мир был населён как добрыми, так и злыми духами, часть из которых являлись продолжениями человеческих душ, что умерли неподобающим образом и из-за этого мстили живым людям. Сам мир мифологически был разделён на три части: небо, землю и загробный мир. Души мёртвых назывались навьями, что могли вернуться в мир живых и имели некоторую силу над плодородием. Была распространена вера в судьбу и магию, используемую как мужчинами, так и женщинами. Широко применялись гадания. Основной ритуальной практикой славянского язычества были жертвоприношения, сопровождавшиеся молитвами. Славянские священнослужители назывались жрецами, но они не представляли собой обособленное сословие. Процесс выделения жречества в отдельную влиятельную социальную страту наиболее продвинулся среди балтийских славян. Славянские мифологические сюжеты не были записаны и известны лишь в реконструкциях.
Славянское язычество возникло совместно с появлением славян в I тысячелетии до н. э. на основе праиндоевропейской религии. В VI веке славяне сталкиваются с христианством, что привело к постепенной христианизации, закончившейся в XII—XIII веке, и исчезновению славянского язычества. Распространение христианства происходило как мирным путём, так и насильственными методами. Иногда происходили различные языческие восстания. Наибольшее сопротивление христианам оказали балтийские славяне, что привело к крестовому походу против них.
Славяне не имели письменности, поэтому религиозные тексты не были зафиксированы. Из-за скудности источников изучение славянского язычества стало особенно трудной задачей. Авторы устаревших исследований под влиянием романтизма воссоздавали облик славянского язычества, используя некритический подход к имеющимся источникам. С другой стороны, ряд авторов придерживались гиперкритической точки зрения, объявляя, что славяне являлись исключительно анимистами.

## Историография
Славяне, как и другие индоевропейские народы, изначально были бесписьменной культурой, получив грамоту только с IX века, когда уже происходила христианизация. Вследствие этого религиозные тексты славян науке неизвестны. Достоверных данных по религии славян осталось не много, и они разрознены и неточны. Первые письменные источники, описывающие их религию, появляются во второй половине I тысячелетия н. э. Имеются три основные категории источников: исторические, археологические и фольклорные. Каждый источник имеет ряд проблем: имеющиеся письменные памятники являются запоздалыми и идеологически окрашенными христианскими и мусульманскими авторами. Этническая идентификация ряда археологических памятников, как именно славянских, остаётся спорной. Этнография вплоть до XX века может дать представление о религии славян, но стоит учитывать процесс деградации языческих представлений. Помимо этого, существует риск интерпретировать народные практики универсального характера как славянские, а также считать древними идеологические вмешательства фольклористов XIX века. Ещё одним источником является лингвистика, позволяющая интерпретировать теонимы и иные религиозные термины, но она зачастую оказывается спорной, и нуждающийся в сопоставлении с другими источниками. Боги практически не характеризуются, и представления о них приходится получать путём религиоведческого сравнения как между самими богами славянского пантеона, так и между богами других индоевропейских народов. Другая проблема — это большая разбросанность в пространстве, во времени и в лингвистическом отношении как славянских языков и народов, так и тех, кто сообщают об их дохристианской религии. В результате славянская языческая религия особенно сложна для понимания. Эти методологические проблемы делают необходимым реконструкцию славянской дохристианской религии сравнительным методом, применяя его на всех уровнях: сравнение всех типов источников (истории, археологии и фольклора), а также письменных свидетельств обо всех славянских народах между собой и их сопоставление с другими индоевропейскими и неиндоевропейскими культурами.
В прошлом последователи романтизма строили обширный пантеон общеславянских богов без серьёзной критики собирая вместе отдельные указания источников, относящиеся к разным странам и эпохам. С другой стороны, на фоне общей скудности информации появилась гиперкритическая позиция по отношению к религии славян. Так, филолог Е. В. Аничков напишет: «Особенно убого было язычество Руси, жалки её боги, грубы культы и нравы. Не поэтически смотрела Русь на природу, и не воссоздавало воображение никакой широко-задуманной религиозной метафизики». Такая точка зрения, по мнению религиоведов А. П. Забияко и С. А. Токарева, преувеличена и оправдана лишь как альтернатива романтически приукрашенным описаниям фольклориста А. Н. Афанасьева. Система развитых религиозных представлений у славян присутствовала. По комментарию филологов Х. А. Альвареса-Педросы и Э. Сантос Маринас сопоставление источников позволяет выявить общие явления в религии славян, что говорит в пользу реконструкции, особенно в пользу реконструкции ритуалов.

## Название и типология
Славяне не имели специального термина для обозначения своей религии. Сама религия была органической частью коллективного и индивидуального бытия, поэтому у славян отсутствовало понимание чёткого разделения религиозных явлений от нерелигиозных. В то же время славянская лексика позволяла выражать религиозные представления. Для обозначения их религии в научной литературе используются термины: славянское язычество, религия славян, древнеславянская религия, дохристианская религия славян, верования славян.
В типологическом отношении являлась этноплеменной религией. Славянское язычество понималось и как священное постановление, данное предками, то есть язычество имело законотворческую силу, выражаемую в обычаях. Так, «Повесть временных лет» противопоставляет закон Божий закону отцов и утверждает, что язычники сами устанавливали себе этот закон. Восставшие против христианства болгары говорили, что новый, то есть христианский, закон не был хорош. Принятие христианства чешским князем Борживоем I сопровождалось обвинением от язычников, что князь отверг обычаи отцов и ввёл новый христианский закон. В «Житиях Оттона Бамбергского» рассказывается, что волиняне пришли в негодование, что каменяне приняли христианство и отвергли закон отцов. Пыжичане долго не могли решиться о принятии христианства, не желая перейти к новому закону без согласия старейшин. Герборд сообщает, что жители Щецина отказались отречься от родных законов, обвиняя христиан, что среди них есть воры, разбойники и им отрезают ноги, лишают глаз, всевозможными преступлениями и карой оскверняет христианин христианина, «пусть же далека будет от нас такая религия». Такие обвинения свидетельствуют, что религиозные и правовые нормы были смешаны в религии славян.
Гельмольд упоминает, что у славян есть ритуал на пиру, когда они передают чашу по кругу и над которой произносят заклинания или проклятья, призывая имена доброго и злого бога, веря, что удача находится в руках доброго бога, а несчастье в руках злого. Среди исследователей разгорелась дискуссия об этом сообщении. Некоторые учёные считали, что славянская религия была морально-дуалистической и где происходила борьба бога или богов добра с богом зла. Часть исследователей также связали такие представления с зороастризмом. Большинство исследователей отвергло идею о дуалистическом характере славянского язычества.

## Верования

### Божества
Религия славян была политеистической. Боги славян составляли высший уровень религиозно-мифологической системы, понимались как существа, наделённые наибольшей силой, властью, возможностями и рассматривались как высшие сакральные ценности. В практическом плане от их воли зависело благополучие человека, потому он соответствующим образом строил своё поведение, а в наиболее ответственных ситуациях непосредственно обращался к богам с просьбами о помощи. Пантеон славян был предметом споров. Устаревшая точка зрения характеризовала религию славян исключительно как анимизм. Пантеон же сложился поздно, под влиянием германцев или христианства. Современный общий обзор источников показал существование развитого пантеона, но точная его структура неопределённа. Верховным богом восточных и, возможно, южных славян был Перун. Почти все известные боги балтийских славян имели свои ареалы, в пределах которых они выступали главными объектами почитания. В то же время такие боги, как Святовит, Триглав и Сварожич, имели более высокий статус чем остальные божества, и вместе с этим выделялся один верховный бог. Так, по свидетельству Эббо Михельсбергского верховный бог «славен и полон всех богатств». Гельмольд утверждает следующее:
Среди различных богов, которым вверены поля, леса, горести и удовольствия, они не оспаривают, что один бог господствует над остальными с небес. Этот всемогущий бог занимается только небесными делами. Все остальные  [боги] выполняют возложенные на них обязанности и подчиняются ему, и что они происходят от его крови и тем более выдающиеся, чем ближе они находятся к этому богу богов.
Это описание указывает на существование пантеона, в котором боги образуют кровную семью, послушную велениям небесного бога, относящегося к категории deus otiosus. Существование родственных отношений между богами подтверждается и сообщением Ибн Фадлана, посетившего святилище, где услышал комментарий язычника насчёт идолов, стоящих вокруг главного истукана: «Эти идолы — жёны нашего господа, его дочери и сыновья». Для праславянского реконструирован термин божич (праслав. *božitjь «сын бога»). Со времени начала изучения религии славян высказывалось мнение о пантеизме, монотеизме или монотеистической тенденции в славянском язычестве. Такие взгляды вызвали серьёзные возражения. Описанное положение бога богов укладывается в генотистические рамки многобожия. Начиная с IX века балтийские славяне испытывают сильное военное давление со стороны христианских держав, что приводит к военизации божеств. Их божества изображались с двумя и более головами, что не имеет аналогов у восточных славян.
Славянское слово бог (праслав. *bogъ) имеет архаическое значение «доля, удел, богатство», позже трансформированное в термин для обозначения божества «податель доли, богатства». В научной литературе доминирует точка зрения, что слово бог славяне калькировали у иранцев. Помимо этого, предлагается и исконно славянское происхождение термина. Источники мало упоминают о женских божествах. Термины для их обозначения: богиня, божица (праслав. *bogyni, *božica). Славяне утратили изначальный индоевропейский термин для описания божества *deiwos. Ряд лингвистов допускают, что слово див (праслав. divъ «чудо», «дикий»), обозначающее в славянских языках различных злых, сверхъестественных существ, происходит непосредственно от индоевропейского термина и изначально использовалось славянами для обозначения божества. Поскольку семантическая эволюция «бог» → «злой дух» термина *deiwos характерна для иранских языков, исследователи предлагают версию, что славяне под влиянием иранцев демонизировали термин див, заменив его словом бог иранского происхождения. С другой стороны, такая этимология термина див подвержена критике, и предлагаются иные версии. Слово господь (праслав. *gospodь) буквально значит «хозяин гостя» и восходит к пра-и.е *ghost(ti)-pot(i)s. Озвончение s→d возникло в результате постоянного употребления фразы *gospot(ь) bogъ в праславянском. Это говорит в пользу того, что слово господь имело изначально и языческий характер.

### Сакральное
Сакральное славяне обозначали термином *svętъ «святой», что встречается в имени Святовита. Судя по данным топонимики, святость прилагалась к возвышенностям, что коррелирует с фактом нахождения наиболее крупных культовых центров на вершинах холмов или на высоких участках речных берегов. Признак святости несли в себе и люди. Подтверждением этого служат дохристианские имена с элементом svęt-. Включение корня в имя должно было работать как магическое благопожелание, отряжая, что носитель обладает экстраординарной силой и ему было суждено стать великим человеком. В культуре славян, зафиксированной этнографией, огонь характеризуется как святой. Филологи Вяс. Вс. Иванов и В. Н. Топоров возводят такие представления о ритуально чистом огне к праславянскому периоду (праслав. *svęty ognь(i)). Маврикий упоминает, что славяне дружелюбны к иностранцам и считают гостеприимство священным. Если охраняющий гостя навредит ему, то хозяин дома, где гость нашёл приют, объявляет обидчику войну, так как считает священным долгом отомстить за чужака. Христианство восприняло славянский термин *svętъ, что привело к трансформации его значения.

### Культы огня, воды, деревьев и гор
По мнению филолога Е. В. Аничкова, культы огня, воды и священных деревьев имели главное значение в религии славян. Поколение водным источникам, горам и деревьям было косвенным явлением, вызванным тем обстоятельством, что в этих объектах жило какое-то божество.
Культ огня
Культ огня был культом Сварожича. Поклонение огню зафиксировано историческими источниками XI—XII веков. Пережитки культа фиксируются и в богатом этнографическом материале. Так, по свидетельству, записанному в Полесье: «почти как Бога у нас огонь почитают, так как и он может зажечь». Филолог М. Л. Уэст определяет поклонение огню у славян, зафиксированное этнографией, как пережиток праиндоевропейского бога огня. Огонь играл роль очищающей силы для мёртвых при их кремации, для которых нельзя вступить в загробный мир неочищенными, и имел посреднические функции, позволяя перейти душе на тот свет. Средневековые мусульманские авторы приписывают славянам огнепоклонство, но, вероятно, под этой характеристикой подразумевалось не реальное поклонение огню, а язычество вообще, так как слово «огнепоклонник» является общим арабским термином для обозначения язычества.
Культы воды
Прокопий упоминает о почитании славянами рек. О культе водных источников и о молениях рядом с реками и колодцами говорят и иные средневековые письменные памятники. Титмар Мерзебургский рассказывает о существовании в двух милях от Эльбы источника Гломатч, который питал озеро. По вере славян, когда наступает мир, а земля становится обильной, это озеро наполняется пшеницей, овсом и желудями. Когда же наступает война, то озеро предсказывает грядущее, наполняясь кровью и пеплом. Жители этого места почитают и боятся его, по словам Титмара, больше, чем любую церковь, даже если надежда на него неопределённа. Титмар также сообщает, что епископ Рейнберн сжёг святилища и идолы славян Померании и очистил море населённое «злыми духами», сбросив в него четыре освящённых им камня. Арнольд Любекский упоминает бога Годерак, племени хижан. Историк Е. Стржельчик выдвинул гипотезу, что Годерак — не бог, а основатель местной деревни, что имеет аналогичное название, но, по мнению религиоведа П. Лажуа, это название реки Варнов, находящейся недалеко от Ростока и раньше называвшаяся Годерак. Саксон Грамматик пишет, что в Ростоке почитался идол небесного божества. Возможно, это один и тот же культ. Лютичи возвели посреди озера город Ретра вместе с храмом, где люди получали прорицания. Титмар утверждает, что когда лютичам угрожает опасность, из озера выходит вепрь со сверкающими белыми клыками. Возможно, озеро было частью реки Толлензе. Историк Л. П. Слупецкий считает, что вода в озере предоставлялась как декорация, в которой воля богов раскрывается через оракул или другой знак, как, например, выходящий из озера вепрь.
Культ деревьев
У славян существовали священные деревья и рощи. Многие из них были вырублены и сожжены Вратиславом I. Среди словенцев долины Изонцо в Кобариде поклонение дереву и источнику, протекавшему у его подножия, было засвидетельствовано ещё в XIV веке. Итальянские соседи считали это население язычниками, и в 1331 году был предпринят «крестовый поход»: дерево срубили, а источник завалили камнями. Тот же культ деревьев был зафиксирован на Руси. Когда русы путешествовали вниз по Днепру, они останавливались на острове Святого Георгия, чтобы поклониться дереву. В Щецине, недалеко от святилища Триглава, стоял огромный дуб, где жило божество. У подножия дерева протекал источник. Позже в этом же месте упоминается священное ореховое дерево, у подножия которого также протекал источник. У полабов была неприкосновенная роща или лес под названием Святобор лат. Zutibure «священный бор», возможно, хвойный. На острове Рюген датский король Вальдемар I уничтожил священное дерево под названием Бёку исл. Böku, то есть бук.
Культ гор
Существовал культ гор. О почитании горы Слензы сообщает Титмар: «Она [Немча] лежит в землях Силезии, названных как когда-то в честь одной очень высокой и обширной горы. За свои качества и размеры, когда там сохранялся проклятый языческий культ, она окружалась жителями большим почитанием». Культовой горой могла быть и Лыса-Гура в Польше.

### Загробная жизнь и космология
Славяне верили в существование у человека души (праслав. *duša). Согласно этимологии слова, душа связана с дыханием и понималась как воздушное, духовное начало, средоточие эмоций и субстанция религиозных состояний, что после смерти вела загробную жизнь. Души предков выступали прежде всего в роли помощников при житейских невзгодах и охранителей от зловредного влияния потусторонних существ и колдовства. Душа мёртвого обозначалось термином навь (праслав. *navь «мертвец»). Навьи были невидимы, но иногда выступали и как телесные сущности. Мёртвые у славян продолжали иметь физиологические потребности и связи с живыми. Поэтому в славянской традиции все умершие могли вернуться из загробной жизни в мир живых, но возвращение должно было быть организовано так, чтобы быть полезным, регулироваться определёнными ритуалами и происходить в определённое время года. Навьи имели власть над природными явлениями, а также над плодородием земли. Как следствие, они должны были получать особые подношения и для них необходимо было совершать особые ритуалы в течение определённого периода времени, чтобы они оставались довольными и не причиняли вреда людям. Так, древнерусское «Слово о посте к невежам» сообщает следующее:
В святой Чистый четверг приносят мёртвым мясо и молоко, и яйца, и бани топят, и пару поддают, и пепел посреди сыплют, чтобы следы остались и говорят „Мойтесь!“, и простыни для обтирания тела вешают и полотенца для лица, и велят вытираться. Бесы же смеются над их глупостью и, когда влезут, моются и валяются в этом пепле, как куры — след свой оставляют в пепле на прельщение им, и вытираются теми простынями и полотенцами. И приходят топившие баню, высматривают на пепле следы, и говорят: „Приходили к нам навьи мыться“.
Аналогично «Оптавицкий гомилиарий» запрещает почитать души умерших. Была зафиксирована и вера в существование агрессивных духов или живых мертвецов упырей, но, по мнению филологов Х. А. Альвареса-Педросы и Э. Сантос-Маринос, мёртвые скорее имели не злой, а амбивалентный характер. Распространённая вера об исключительно агрессивном поведении живого мертвеца не принадлежит к исконному пласту славянской религии. Такое представление было скорее вызвано сменой погребального обряда: славянское трупосожжение было заменено христианским трупоположением, что противоречило традиционному укладу.
Иную информацию по поводу существования у славян веры в загробную жизнь даёт Титмар. Согласно ему, со смертью тела у славян всё кончается. Сообщение Титмара противоречит прочим его записям: язычники верят, что душа в иной жизни имеет другие обязанности, чем в настоящей, упоминание, что, по представлениям поляков, жена отправляется за мужем после отрубания головы, а также рассказ о привидениях. Исследователи характеризуют сообщение Титмара как кажущееся противоречие. Наиболее вероятно, что Титмар говорил об отсутствии у славян концепции христианской души: воскресения мёртвых, посмертного наказания и вознаграждения.
Не существует точных сведений, как славяне представляли себе загробную жизнь. По языческим представлением, мир состоит из неба (верхнего, божественного), земли (центрального, людского) и «ада» (загробного). Над каждым миром, согласно Эббо, господствовал Триглав. Договоры Руси с Византией упоминают, что нарушивший их станет рабом в загробной жизни. Лев Диакон сообщает, что когда славяне теряют надежду на спасение, то вгоняют свои мечи в жизненные части и убивают себя. И делают они это по следующему поверью: если их убьёт в бою враг, то после смерти и отделения души от тела они будут служить своим убийцам в Аиде. Эти сообщения свидетельствуют в пользу того, что в загробной жизни было разделение на хозяев и рабов и, как следствие, что загробный мир был отражением мира живых. Общеиндоевропейская мифологема пути в мир мёртвых строилась на представлении о том, что тот мир отделён от посюстороннего мира водной преградой. При этом мифологическое сознание допускало, что водный поток, несущий мёртвых, может принимать вид огненной реки. В связи с этим возможным загробным миром могла быть мифическая страна Ирий, располагавшееся где-то за водами и куда уходили на зиму птицы и змеи. Вторично слово навь развилось в обозначение загробного мира в древнечешском, словенском и сербохорватском, где в последнем обозначало царство смерти, лежащее по ту сторону моря.

### Духи
Славянское слово дух (праслав. duxъ) имеет значение «дыхание», а также используется для обозначения душ людей и сверхъестественных существ нечеловеческой природы. Применительно к духам в научной литературе могут использоваться термины демон, низшее божество. Средневековые тексты скупо сообщают о верованиях, касающихся духов, поэтому материал для их реконструкции черпается прежде всего из данных этнографии, фольклористики, которые извлечены из стихии поздних синкретических верований. Славянская низшая мифология сохранилась сравнительно лучше, чем мифология высшая, и реконструируется легче благодаря обилию этнографического материала. Существенно дополняют картину реликты языкового наследия, открывающие доступ к праславянским представлениям. Вместе оба источника — фольклорно-этнографический и лингвистический — позволяют воссоздать хотя и не бесспорную, но всё же достаточно верную панораму славянской низшей мифологии.
Духи представлялись антропоморфными, зооморфными или нулеморфными существами, выступали группами и были лишены собственных имён и индивидуальных черт, чем отличались от богов. Одна группа духов представляла собой продолжение человеческих душ, другая группа имела нечеловеческую природу. Основной чертой духов является их невидимость. Духи по своей силе были намного более слабы, чем боги. Обычные описания славянской демонологии основаны на разделении сфер действия, в котором выделяются: духи судьбы, водяные и прибрежные духи, горные духи, болотные духи, духи леса, воздушные духи, духи-хранители дома, полевые духи, духи мёртвых, кошмаров, моров, болезней, смерти.
Значительную категорию занимали бесы (праслав. *běsъ) — духи, что были враждебны по отношению к людям. К бесам относились духи опасных для посещения мест: лесной глуши, болот, омутов, знойного времени в поле, а также духи мёртвых, погибших неестественным образом: пропали, утонули, умерли после оглашения и до брака или не были похоронены. Злоба некоторых их них проистекала из-за того, что они не воспользовались миром, поэтому мстили живым. Наряду с термином бес использовался термин чёрт (праслав. *čьrtъ). Злые духи задают загадки, щекочут до смерти, душат, высасывают кровь, похищают и превращают детей, а добрые умножают богатство, заботятся о детях, дают урожай, помогают в определённых работах и приносят счастье в дом. Однако о духах нужно было заботиться, иначе они могли отомстить, поскольку имели переменчивый характер.

### Магия
Важной составляющей частью религиозной жизни была магия, обозначаемая понятием чары (праслав. *čara, *čarъ), и понимаемая как особое средство, применение которого вызывает экстраординарные следствия и наделяет особой властью над явлениями окружающего мира. Магическими практиками пользовались как женщины, так и мужчины. Слова чародей, чаровница, чародейка характеризовали в праславянской религии человека, умело пользующегося магическими средствами. Колдунья могла именоваться термином ведьма. Присутствовала вера в оборотней — волколаков.
Понятие чудо (праслав. *čudo) было взято христианством из языческой лексики и обозначало экстраординарное событие, обусловленное деятельностью потусторонних сил. Близким к чуду понятием было кудо (праслав. *kudo). В отличие от чуда, имеющего нейтральное значение, кудо в славянских языках выражало отрицательную магическую семантику. Провокация куда осуществлялась кудесниками и выражалась глаголом *kuditi, имеющего также значение «бранить, хулить», что подтверждает вербальный характер акта. Древнерусские источники упоминают о чарах, провоцирующих урожай или неурожай, поражающих ниву соседа или его скот, служащих для лечения болезней, возбуждающие любовь.
Важной частью религиозной жизни славян составляли магические практики, направленные на прорицание, обозначаемые терминами кобь (праслав. *kobь «гадание, ворожба») и гадать (праслав. *gadati, *gatati «говорить, предсказывать, ворожить»). Гельмольд упоминает, что Святовит был наиболее эффективным в прорицаниях богом. По словам Прокопия, гадания производились при помощи жертвоприношений, что, возможно, указывает на гадание по телу или крови. В средневековых источниках зафиксированы практики гадания по птицам, снам, змеям, случайным встречам. Так, Саксон Грамматик описывает различные типы гаданий у полабских славян, а именно, что когда они хотели начать какое-то дело, то узнавали о нём у первого попавшегося животного и если знамение было благоприятным, шли дальше, если нет — возвращались назад, повторяя свои шаги. Полабы также использовали жребий в виде трёх кусочков дерева, которые они клали в круг и где одни стороны дерева были белые, благоприятные, другие — чёрные, неблагоприятные. В ином гадании полабские женщины садились перед костром и, не обращая внимания, чертили в золе случайные линии. Сосчитав их, если они были чётные, считали это предзнаменованием успеха, если нечётными, то говорили, что это предвестие несчастья. Черноризец Храбр в X веке упоминает о чертах и резах на кусках дерева, используемых для предсказаний.
В качестве амулетов болгарами и восточными славянами использовались наузы, представляющие собой шнуры с узлами, вешающиеся на шею больного.
После принятия христианства магия была демонизирована, но церковь смогла лишь частично воспрепятствовать магическим практикам. Соединившись с христианскими элементами, вера в магию продолжила существовать.

### Судьба
Идея гадания была обусловлена общим представлением о предопределении. По данным этнографии, судьба определялась Рожаницами, что приходили к новорождённому и оставляли ему невидимую метку на лбу. Вера в Рожаниц является общеславянской и восходит к праславянскому периоду. С другой стороны, Прокопий утверждал, что славяне не верят в судьбу (Эймармене), то есть человеческая судьба не была предначертана свыше божеством, а зависела каждый раз от его вмешательства, поэтому его склоняли жертвами к решениям, удачным для себя. Категорическое утверждение Прокопия расходится как с этнографическими, так и c историческими данными: древнерусские памятники передают греческие слова, обозначающие судьбу: Тихе и Эймармене как Род и Рожаницы. Исследователи по-разному объясняют свидетельство Прокопия. По мнению слависта Л. Нидерле, Прокопий имел в виду, что славяне не верят в греческое понятие неизбежной судьбы — фатум. Согласно историку Г. Ловмянскому, возможно и иное объяснение, а именно, что образ Рожаниц, как персонажей контролирующих судьбу, возник из-за романского влияния на праславян, отождествивших римских Парок с Рожаницами. Ещё одно объяснение предложено религиоведом А. Шиевски. Возможно, судьба человека была чётко определена и заключена в решениях Рожаниц, но отдельные события, такие как судьба военных конфликтов, ход урожаев или погодных циклов и природных катаклизмов, зависели от общей воли богов.

### Возможная зоолатрия
По мнению Нидерле, у славян было распространено почитание зверей, но сведений об этом мало. Ибн Руста и Гардизи сообщают, что славяне — почитатели волов. Востоковед А. Д. Хвольсон счёл, что слово «вол» возникло в текстах в результате ошибки, так как в арабском слова «огонь» и «вол» схожи, с чем согласились некоторые арабисты. Однако востоковед Б. Н. Заходер отверг предположение об ошибке, так как чтение Ибн Русты подтверждается текстом Гардизи. С этим согласился историк Г. Ловмянский, но сам поставил наличие зоолатрии под сомнение. К волам скорее существовало особое уважение ввиду их использования в сельском хозяйстве. У балтийских славян богам были посвящены кони. У белого коня Святовита, на котором по вере славян он ездил, вырвать волос из гривы или хвоста считалось нечестием. Только жрецу позволялось вести коня и садиться на него, дабы использование священного животного не было слишком частым и унижающим. Триглаву был посвящён вороной конь, что не работал и считался настолько священным, что никому не разрешалось на нём ездить. Один из четырёх жрецов заботился о нём. В Ретре был конь, что был посвящён, вероятно, Сварожичу. Одна из средневековых хроник утверждает, что конь Ретры пользовался божественным почитанием. Лингвист Ст. Урбаньчик отверг это сообщение, охарактеризовав его как слух, основанный на поверхностных наблюдениях христиан. Хоть лошади и были окружены особым почитанием и заботой, они не были божественными существами.

## Идолы
Боги изображались в виде антропоморфных идолов, обычно имеющих форму столба или доски с человеческим лицом. Также зафиксированы идолы в форме гранитных плит. Раскопки в Новгороде позволили обнаружить деревянные жезлы-идолы X—XIV веков с навершиями в виде мужских голов. Некоторые боги не были изображены в идолах. Многочисленные славянские идолы часто грубы и не имеют признаков, позволяющих идентифицировать божество. Этническая принадлежность некоторых из них спорна. Идолы, описанные в латинских источниках, зачастую имеют гигантский размер. Христианам потребовалось больше дюжины волов, чтобы вытащить идолов святилища в Гюцкове. В Волине идол имел форму гигантского деревянного столба. Наиболее распространённый материал для идола — дерево, такое как дуб и ольха. Не было зафиксировано ни одного идола сделанного из липы. Использовался камень: известняк, гранит. Существуют письменные источники, подтверждающие, что для украшения использовались такие металлы, как золото, серебро и медь. Ряд славянских идолов изображают, как божество держит рог для питья. Положение рук и наличие рога имеет, по словам историка Л. П. Слупецкого, поразительные аналогии у балтских и тюркских идолов. Идолы балтийских славян были многоголовы или изображались с одной многоликой головой. Многоголовость идолов характерна для западных славян и не имеет аналогов в искусстве восточных. Исключениями являются двухголовый идол из Яровки, идолы из Лопушны и из Иванковца, а также Збручский идол, но все эти примеры происходят с территорий, близких к земле западных славян. Количество голов отражало символическое значение божества. Для покрытия идолов могла использоваться смола. Некоторые из них имеют следы красок: красной, белой и чёрной. Рассказ Эббо о жреце из Вольгаста, который маскировался, используя одежду бога, означает, что некоторые идолы могли быть одеты. Ряд статуй могли иметь глаза из сверкающих материалов, таких как стекло, янтарь или драгоценные камни, о чём можно судить по упоминанию об этом у Эббо. Согласно Титмару, идолы Ретры были облачены в шлемы и кирасы, которые, вероятно, были не вырезаны из дерева, а полноценно отлиты из металла.
Славянами использовались различные термины для обозначения идолов: бог, болван (праслав. *bъlvanъ «изваяние»), заимствованное из тюркского языка, модла (праслав. *modla «статуя божества»), но это слово характерно только для западного диалекта праславянского языка. В церковнославянском и древнерусском идол обозначался словом кумир (ст.‑слав. коумирь) с неясной этимологией. В XVII веке из исчезающего тогда полабского языка было зафиксировано слово staųp «алтарь», восходящее к праслав. *stъlbъ «столб». Это слово, вероятно, изначально использовалось полабами для обозначения идола в контексте языческого ритуала жертвоприношения.

## Святилища
Обустройство племенной жизни сопровождалось созданием святилищ от малых сельских до больших ритуальных центров, обслуживавших межплеменные объединения. Классификация святилищ основана на их форме и архитектуре. Существует две основные формы: крытые четырёхугольные и открытые круглые. Cеверославянский термин для обозначения святилища — божница (праслав. *božьnica).

### Открытые святилища
В X веке Ибн Фадлан описал святилище русов под открытым небом, состоящее из частокола, вбитого по кругу. В центре имелся главный идол, вокруг которого стояли идолы поменьше. Археология обнаружила сооружения, схожие с описанием Ибн Фадлана, в виде круглых площадок со следами столба в центре. Также у некоторых святилищ имеются по периметру следы рва, ям или частокола. Обнаружены следы кострищ, расположенных различными способами. Огонь в рвах и валах, вероятно, служил дополнительным ограждением и защитой священного места. В качестве святилищ использовались и рощи. Гельмольд сообщает о святилище Прове, выполненного в виде огороженной дубовой рощи с двумя воротами. Это место считалось святыней всего края и имело собственного жреца. Здесь осуществлялись ритуалы жертвоприношений. Каждый понедельник в этом месте собирался народ вместе с князем и жрецом на суды, которые проходили с внешней стороны ограды, так как во двор допускались только жрец, люди, приносящие жертву, а также лица, искавшие прибежища. Перед рощей вершилось правосудие, что, вероятно, указывает на функцию святилища как места проведения совещательного собрания.

### Крытые святилища
Крытые святилища балтийские славяне именовали континами. Храмы строились по прямоугольному плану, а их приделы или стены были ориентированы на четыре части света. Ряд археологических памятников не имеют следов внутренних стен, что подтверждается письменными источниками, упоминающие о храмах, как, например, святилище в Гарце, где вместо стен были занавесы, закреплённые на столбах. Храм Ретры в своём основании имел рога животных и был украшен с внешней стороны барельефами богов. Аналогично храм Щецина имел стены со скульптурами, изображающие людей и животных, что были покрыты, по мнению Гельмольда, превосходными красками. Саксон Грамматик, напротив, сообщает, что скульптуры на внешней стороне храма Арконы выполнены тщательно, но примитивно окрашены. Все храмы, местоположение которых было установлено, находились вблизи воды: озера, реки или моря. Неотъемлемыми элементами храмовых интерьеров являются фигуры богов. Наряду с монументальными скульптурами упоминаются небольшие статуэтки, некоторые из которых были сделаны из ценных металлов. Божественное присутствие выражалось также символами, знаками отличия, мечами, щитами, копьями, знамёнами, сёдлами, рогами для питья и ценными сосудами, хранившимися в храмах. Найденные во время раскопок черепа лошадей и вепрей могли висеть на стенах или над входами, как в описании арконского храма Саксоном Грамматиком. Главные святилища выступали в качестве политических субъектов международных отношений, имели сокровищницы и казначейства, выполнявшие функцию государственных финансовых ресурсов, собирая причитающуюся долю трофеев с зависимых племён, политические подарки от союзников и подношения от поклонников божества.
Помимо архитектурных особенностей, храмы отличаются от других славянских святилищ тем, что они были тесно связаны с основными центрами поселений. Все крытые святилища установленного местоположения располагались в городах, крепостях и крупных поселениях или очень близко к ним, составляя их неотъемлемую часть. В научной литературе присутствует мнение, что храмовые постройки возводились исключительно балтийскими славянами и только в XI—XII веках, но археология показала существование крытых культовых зданий в Полабье уже в VIII веке. Историк Л. П. Слупецкий ставит под сомнение и исключительное существование храмов у балтийских славян. При раскопках Богемии и южной Польши были найдены остатки крытых сооружений, что могли служить в качестве культового места.

## Жречество
Первичной ячейкой религиозной жизни выступала семья или кровно-родственная община. При отправлении домашних обрядов главным действующим лицом был глава семьи. Важнейшие священнодействия общества совершали старцы, бояре и князья. В чешском и в других западнославянских языках слово князь сохраняет значение «священник, жрец». Славянский священнослужитель назывался жрецом (праслав. *žьrьcь буквально «приносящий жертву»). В праславянскую эпоху жрецы не выделялись в отдельный социальный класс. Восточнославянские источники применяют к жрецам термины волхв и кудесник, но это слова также обозначали любого колдуна. Летописцы подтверждают вмешательство волхвов в общественную жизнь в годы неурожая, что указывает на их функцию заботы об удачной жатве. Ибн Руста описывает, что жрецы русов пользовались уважением и могли навязывать «царям» своё решение. Иногда они приказывали принести в жертву мужчину, женщину или животное, такое как лошадь, и это приказание нельзя было не исполнить. Жрец накидывал верёвку на шею жертве и вешал её на бревне, ждал, пока жертва задохнётся, и после этого говорил: «Вот это — жертва богу». Наиболее далеко процесс обособления жречества продвинулся у балтийских славян. Их жрецы выступали в качестве главной силы сопротивления христианству и имели прерогативы. Среди руян жрец Арконы имел более высокий статус, чем король. В Ретре только жрецам позволялось сидеть во время церемонии гадания. Политический вес жрецов балтийских славян является предметом споров. Некоторые исследователи считают, что существовала настоящая теократия, но возможно, что единственная власть жрецов заключалась в отправлении религиозных ритуалов. Физические описания этих жрецов немногочисленны. В Арконе они носили бороды и длинные волосы, в отличие от других мужчин. Возможно, по той же причине, что и существовавший у полабов запрет на стрижку грив и хвостов священных лошадей. То есть и жрецы и кони были посвящены богам. Балтийские жрецы были одеты в длинную белую одежду. Языческий жрец из Щецина описывается как высокий и тучный. Для поддержания храма в Ретре жрецы выбирались из числа народа, поэтому, вероятно, что жречество не наследовалось и не представляло собой закрытую профессиональную касту. Жрецы приносили жертвы богам, устанавливали торжества, бросали жребий и гадали при помощи коня, по возвращении с войны богам приносили дары. История сохранила имя лишь одного жреца — Мико, жившего в XII веке, но, возможно, его имя являлось титулом, родственным др.-рус. мекать «думать, размышлять».

## Ритуалы
Славяне обозначали ритуал термином обряд (праслав. *obrędъ, *obręda) производимым от глагола *obręditi «приводить в порядок». Ритуальная дифференциация присутствовала, по-видимому, уже в праславянскую эпоху. Особое значение для славян имели ритуалы плодородия и культ мёртвых, которые тесно связаны друг с другом.

### Жертвоприношения и молитвы
Основной ритуальной практикой славянского язычества были жертвоприношения, входившие в состав регулярно отправляемых ритуалов. Жертвы приносились божествам, душам предков и духам. Жертвоприношения совершались с целью выразить благодарность, оплатить оказываемые благодеяния и заручиться поддержкой на будущее. Вид жертвы зависел от значимости события и характера божества. Подношения из непищевых предметов, таких как одежда, текстиль, волокна и зерно, оставлялись под деревом, бросались в воду или пускались по ветру. В Полабье более ценные вещи передавались в храмовую сокровищницу. Однако, как правило, подношениями служили ритуальная выпечка, каша, лук, сыр, масло, яйца, мёд, мясо животных и птиц, а также напитки (медовуха, пиво, молоко). Мёртвым могли приносить мосты из теста. Жертвоприношения еды и напитков призваны накормить одаряемого, иногда в символической форме. Поданная в виде угощения божествам ритуальная пища сжигалась, топилась или поедалась самими же участниками ритуала. Коллективное поедание жертвенной пищи приняло в славянской культуре облик ритуального пира. Ритуальные пиры был важной частью религиозной жизни. Некоторые полабские храмы были оборудованы длинными скамьями, в других пиршества устраивались на площади перед храмом (Щецин, Волин). При этом использовалась посуда и рога, принадлежащие храму. Гельмольд описывает следующий ритуал жертвоприношения:
Когда жрец объявляет пир в честь богов, согласно решению жребия, собираются мужчины и женщины с детьми; они убивают быков и овец для жертвоприношения своим богам, некоторые даже христиан, заявляя, что их боги любят христианскую кровь. Убив жертвенное животное, жрец выпивает его кровь, чтобы стать чувствительным к пророчествам. Многие считают, что с помощью крови легче вызывать демонов. После того как жертвы были съедены по обычаю, народ пирует и празднует.
Пролитие крови устанавливает особые узы взаимных обязательств между божеством и жертвователем. Поскольку жрец пьёт кровь, то он переходит в этих отношениях из человеческой позиции в божественную и таким образом может говорить от имени бога. Точного описания прорицательского вдохновения нет. Возможно, жрец переходил в состояние сильно изменённого сознания, одержимости или состояние шамана. Прокопий говорит о вотивных жертвоприношениях, позволяющих славянам избежать смерти. Ибн Фадлан упоминает, что русы несли дары идолам и просили у них помощи в торговле. Если дела шли нехорошо, то язычник приносил второе и третье жертвоприношение каждому из идолов, умоляя о заступничестве и унижаясь перед ними. Когда дела шли хорошо, он говорил: «Мой господь удовлетворил мою просьбу, и я должен воздать ему должное». Тогда он покупал несколько овец или коров и закалывал их, жертвуя часть мяса на благотворительность, а остальное относил к идолам. Головы коров или овец он привязывал к кольям. Ночью приходили собаки и съедали еду, а человек, сделавший всё это, говорил: «Мой господь доволен мною и съел моё приношение». Древнерусские купцы, путешествовавшие в Византию, останавливались на Хортице и перед гигантским дубом проводили жертвоприношения петухов, втыкая стрелы в круг. Они также бросали жребий зарезать ли петухов, съесть или оставить в живых. Титмар в своей «Хронике» жалуется, что славяне не ходят в церковь, потому что «своим собственным пенатам [домашним богам] они поклоняются и приносят им жертвы в надежде получить от них большую помощь». Аналогично в «Каталоге магии» Рудольфа: «в новых домах или в домах, в которых им предстоит жить с нуля, они закапывают в разных углах, а иногда и за плитой в землю горшки, наполненные различными вещами в честь богов, которых они обычно называют хранителями домов».
Восточные и южные славяне обозначали жертвоприношения термином жертва (праслав. *žьrtva). Слово родственно лит. girti «прославлять». В западнославянских языках в отношении жертвы применяется термин обет (праслав. *obvětъ) буквально «обещанное». В южнославянских языках распространён термин треба, обозначающий обязательную жертву. Жертвоприношения сопровождались молитвами (праслав. *modlitva «обращение к богу»). Связь молитвы и жертвоприношения сохранилась в диалектом рус. молить «бить скотину». Славянские молитвы практически неизвестны, за исключением слов арконского жреца и обращения к богу у восточных славян, зафиксированного Ибн Рустой.

#### Трапеза Роду и Рожаницам
В различных древнерусских произведениях упоминаются Род и Рожаницы, связанные с жертвоприношением, описываемом как «стол накрытый для Рожаницы». «Паисевский сборник» противопоставляет стол с кутьёй столу для Рожаниц. В «Покаянных заповедях святых отцов» указывается, что трапеза Рожаниц сопровождается с пением тропаря Богородице. Это объясняется тем, связь Рожаниц с рождением, позволила сблизить их с Девой Марией. Или, возможно, упомянутые в этом произведении ложные священники добавили тропарь к трапезе, чтобы оправдать языческую обрядность. В «Вопросах Кирика, Саввы и Илии» XII века к епископу Нифонту Новгородскому упоминается, что подношение на трапезе состояло из хлеба, сыра и мёда, включая питьё, возможно, медовухи в честь Рожаницы. Высказывалось предположение, что Род обозначал роды, а Рожаница обозначала роженицу, но, согласно филологам Х. А. Альваресу-Педросе и Э. Сантос Маринас, такая интерпретация сомнительна. Согласно исследователям, более вероятно, что Род и Рожаницы были мифологическими персонажами, которые таким образом получали жертвоприношения. Ритуальные столы упоминаются у западных славян в культе Триглава.

#### Человеческие жертвоприношения
При определённых обстоятельствах верования славян требовали человеческих жертвоприношений, что подтверждает ряд исторических источников. Исследователи расценивают высказывания хронистов об этом как относящиеся к реальным ритуальным практикам славян, а не как попытку дискредитировать язычество. По словам археологов И. П. Русановой и Б. А. Тимощука, «в обычае человеческих жертвоприношений у славян нельзя видеть какой-то особой жестокости. Эти жертвы были обусловлены мировоззрением того времени и применялись для пользы и спасения общества». В основном или исключительно балтийские славяне приносили в жертву христиан. Согласно Гельмольду, руяне один раз в год по жребию выбирали христианина, чтобы принести его в жертву Святовиту. Гельмольд также говорит, что руяне изредка проводят человеческие жертвоприношения и только для того, чтобы доставить божеству особую радость. Указание, что христиане выбирались по жребию, встречается и в источниках по Древней Руси. У балтийских язычников было множество причин ненависти к христианам. С одной стороны, источники показывают и мирное сосуществование этих двух конфессий в условиях военно-политического равновесия. С другой — рост христианизации вызывал языческую реакцию, направленную против христианства. Сами христиане мыслились как чужаки, которые религиозно и социально отделялись от язычников-славян по статусу. Предметом жертвы у балтийских славян была человеческая голова. Археолог К. Кайковски, опираясь на исторические и археологические свидетельства, реконструирует обряд жертвоприношения голов: ритуал чаще всего совершался в пределах святилища или в непосредственной близости от него, где жертву избивали, обезглавливали, расчленяли труп и предлагали его голову богу святилища на алтаре, копье или на ином видном месте. Точно не известно, что происходило с телами. Кайковски полагает, что от тел избавлялись различными способами, например, закапывали в землю или топили. Не исключено, что это происходило в рамках единой церемонии, сакрального театра с соответствующей драматургией.
Прокопий упоминает, что славяне убивают военнопленных, насаживая их на колья или привязывая руки и ноги к четырём кольям, вбитым в землю. Потом они били привязанного палкой по голове, пока тот не умрёт. Других военнопленных они запирали со скотом, который не смогли забрать, и сжигали их. Лев Диакон сообщает следующее: «[После битвы] наступила ночь, с полной луной; и они [славяне] пошли на равнину и осмотрели своих мертвецов. Они собрали их перед укреплениями и, разведя костры, сожгли их, а над ними резали мужчин и женщин по своему закону. В качестве подношения мёртвым они утопили кормящих грудью детей и петухов в Истро, бросая их в быстротекущую реку». Такие практики, вероятно, имели религиозный характер. Возможно, военнопленных убивали в благодарность за победу.

### Ритуалы в детстве
По-настоящему древних обрядов, связанных с рождением, в текстах не сохранилось. После рождения ребёнок на несколько лет передавался матери, затем, если это был мальчик, его опекал отец во время специальной церемонии — пострига или пострижин, то есть срезания отцом, родственником или почётным гостем нескольких локонов волос с головы мальчика. Этот обычай засвидетельствован только с X века и далее, среди населения, которое уже было христианским, но, по крайней мере, в одном польском тексте он представлен как языческий обряд. Дата проведения церемонии широко варьируется: у поляков пострижение происходило на седьмом году жизни, у чехов — позже, а у русских — на третьем или четвёртом году. По мнению слависта А. П. Власто пострижины имели языческое происхождение и позже переняты в христианскую обрядность. Аналоги ритуала имеются и у других индоевропейских народов.

### Брак
Славяне практиковали полигамные браки. Правители славян: Само, Мешко I и Владимир Святославич были многоженцами. Полиандрия также возможно существовала. «Церковный устав Ярослава» запрещает двум братьям жить с одной женой. Предположительно, снохачество берёт свои истоки именно в полиандрии. «Повесть временных лет» сообщает следующее:
Все эти [восточнославянские] племена имели свои обычаи, и законы своих отцов, и предания, и каждые — свой нрав. Поляне имеют обычай отцов своих кроткий и тихий, стыдливы перед снохами своими и сёстрами, матерями и родителями; перед свекровями и деверями великую стыдливость имеют; имеют и брачный обычай: не идет зять за невестой, но приводят её накануне, а на следующий день приносят за неё — кто что даст. А древляне жили звериным обычаем, жили по-скотски: убивали друг друга, ели всё нечистое, и браков у них не бывало, но умыкали девиц у воды. А радимичи, вятичи и северяне имели общий обычай: жили в лесу, как звери, ели всё нечистое и срамословили при отцах и при снохах, и браков у них не бывало, но устраивались игрища между сёлами, и сходились на эти игрища, на пляски и на всякие бесовские песни и здесь умыкали себе жён по сговору с ними; имели же по две и по три жены.
Упоминание о похищении невесты по сговору указывает на существование ритуала символической кражи невесты, что также существовал в Чехии XII века и у других индоевропейских народов. «Слово некоего христолюбца» жалуется на свадьбы, сопровождаемые песнями и различными обрядами, утверждая, что это поклонение идолам. Вода имела, вероятно, большое значение. Повесть упоминает о краже невесты именно у воды, и решение номер 7 Владимирского собора 1274 года осуждает обряд привода невест к воде. «Слово святого Григория» утверждает, что невест бросают в воду, пьют чашу дьявола, под которым, возможно, имеется в виду Переплут и кидают в воду кольца и пояса. Бросание колец и поясов может указывать, что они выступают как символы обручения и уз между молодожёнами, либо также выступали как подношение духам воды, чтобы обеспечить плодовитость невесты и как способ скрепить брак, причём с духами воды в качестве свидетелей. В старопольском славянское слово жрец использовалось в значении «старейшина на свадьбе, сват». Вероятно, что изменение в семантике указывает, что в языческий период жрецы заключали брак.

### Ритуалы с огнём
Общеславянским обрядом является возжигание «живого огня», добываемого трением дерева о дерево с целью очищения от болезни при эпидемиях и падеже скота. Также живым огнём мог именоваться огонь от молнии. Само выражение «живой огонь» известно всем славянам и некоторым другим индоевропейским народам. И восходит к праславянскому периоду (праслав. *živy(jь) ognь, *živa(ja) vatra). Древнерусские источники осуждают моления огню-Сварожичу под овином. Вероятно, это был аграрный ритуал, связанный с жатвой, поскольку огонь выступал в «Слове Григория» как сушитель урожая.

### Клятвы
Важное место занимали клятвы. Саксон Грамматик рассказывает как в 1160 году Домбор, посол руян, отправился к датчанам, чтобы просить мира у епископа Абсалона, который готовил против них военную кампанию: Абсалон попросил его сделать честное предложение, и тот ответил, что может бросить в воду камень в качестве гарантии. Сделав это он сказал, что пойдёт ко дну как этот камень. Аналогичный ритуал был зафиксирован у других индоевропейских народов. Схожую клятву произносит Владимир Святославич при заключении мира с болгарами: «Не будет мира между нами, когда камень будет плавать, а хмель тонуть». Другой тип клятвы основан на своём оружии, что, таким образом, используется как знак, что оно не будет применяться против нарушения договора. Это практика является индоевропейской. Козьма Пражский упоминает, что князь Властилав клялся на рукояти своего меча Марсу и Беллоне. Русь клялась именами Перуна и Волоса, сложив своё оружие. Нарушивший клятву, согласно договору 944 года, погибнет от своего же оружия и станет рабом в следующей жизни. В «Ответах папы Николая на вопросы болгар» содержится информация, что когда болгары приносили клятвы, то клали меч «посередине» и делали клятву на нём. В «Славянской хронике» написано следующее: «Они редко принимают торжественные клятвы, поскольку для славян клятва подобна лжесвидетельству, и этим они подвергают себя мстительному гневу богов». Также Хроника говорит в связи с деятельностью епископа Джеральда, что впоследствии славянам было запрещено клясться на деревьях, источниках и камнях; вместо этого они представляли обвиненных в преступлении священнику. По мнению Г. Ловмянского, само клятвопреступление было безразлично богам, но нарушение клятвы, принесённой с именем божества, обижала этих существ.

### Хеннил
Титмар упоминает следующий ритуал у западных славян в почти не христианизированной сельской местности: местный пастух ходил из дома в дом с пастушьим посохом, увенчанным рукой с железным кольцом. Как только он входил в дом, то говорил «Бди, Хеннил, бди!». После этого происходил пир, и славяне спорили о том, кто из них оставит этот посох под своей опекой. Филолог Х. А. Альварес-Педроса считает, что поскольку Хеннил был связан с домашним хозяйством, то был, вероятно, богом плодородия. Он возводит мифоним Хеннил к пра-и.е. *bhendh- «связывать», что объясняет кольцо как символ власти, союза и клятв. Возможно, Хеннил был связан с иным ритуалом, зафиксированным в «Свентокшиских проповедях» где говорится, что некий пастух раздавал ветки, что нельзя было брать голыми руками. Эти ветки позволяли заставить скот идти к стаду. Историк В. Я. Петрухин относит Хеннила к обрядам обхода.

### Военные ритуалы

#### Перед боем
Славяне использовали гадания, чтобы узнать, стоит ли начинать войну и в какой срок. В «Ответах папы Николая на вопросы болгар» римский папа пишет ответ болгарам: «Вы рассказали нам о том, что вы делали, когда отправлялись на битву, о предзнаменованиях дней и часов, чарах, празднествах, песнях и предсказаниях. <…> То, что вы праздновали, а именно авгурские наблюдения за днями и часами, чары, празднества, нечестивые песни и предсказания — всё это претенциозно и дело рук дьявола». Чтобы узнать волю бога, применяли гиппомантию — гадание по поведению коня. Перед тем как отправляться людям на войну, белый конь Святовита в Арконе должен был переступить через три ряда копий, воткнутых в землю крестом. Жрец произносил молитву и проводил через копья коня. Если конь хоть раз перешагивал левой ногой, то план о взятии области менялся, и так, пока конь не перешагнёт три раза подряд правой ногой. В Щецине перед вороным конём Триглава клали девять копий на расстоянии одного локтя. Один из жрецов проводил коня через копья, и если животное проходило не спотыкаясь, то это было добрым предзнаменованием. Если же нет, то от затеи отказывались. В Ретре жрецы делали предсказания с помощью жребия в земле и после покрывали его мхом. Дальше они втыкали копья крест-накрест и проводили через них коня, который, вероятно, относился к Сварожичу. В отношении самой Ретры Титмар пишет: «Они прощаются с ним [с городом], отправляясь на войну, и чтят его положенными дарами, вернувшись с победой; посредством жребия и коня, как я уже говорил, они старательно выясняют, какую угодную богам жертву следует принести жрецам». Этнография зафиксировала схожую практику гиппомантии у восточных славян: конь, переступивший через преграду левой ногой свидетельствовал о плохом знаке, правой ногой — хороший знак. Возможно, гиппомантию зафиксировал и Лиутпранд Кремонский в X веке. Он пишет, что славяне сажали куклы на спину жеребёнку, который после следовал за матерью без поводьев.
Следующие сведения Козьмы Пражского ставятся под сомнение исследователями, так как Козьма находился под сильным влиянием классических источников. Он рассказывает историю борьбы чехов с бойями, где сообщается о следующем ритуале: чехи спросили гадалку о предстоящей схватке, и та ответила: «Если вы хотите выиграть битву, то прежде всего должны следовать велению богов. Поэтому принесите в жертву своим богам осла, чтобы они стали вашими союзниками. Юпитер, самый главный бог, сам Марс, его сестра Беллона и зять Цереры хотят, чтобы эта жертва была принесена». Тут же найденный осёл был убит и разделан на тысячу кусочков, которые съела армия. После этого приободрившиеся славяне, по словам Козьмы, «готовы умереть, как дикие вепри». Практика гадания перед боем пережила христианизацию. «Хроника Петерсберга» утверждает, что у Владислава III Тонконогого была гадалка, что в качестве гарантии победы зачерпнула воду из реки решетом и пронесла его мимо войска, но вода не пролилась. Позже, после победы над поляками, гадалка была убита Конрадом II Лужицким. Рассказ имеет параллели в римском мифе о Тукции — весталке, что пронесла воду в решете, не пролив её в доказательство своей невиновности.

#### Во время боя
Лютичи шли в бой со штандартами, служившие символами богов. На некоторых из них были изображены богини. Эти штандарты несли только пешие войны и только во время войны, до этого хранящиеся в храме Ретры. Саксон Грамматик, описывая руянский культ Святовита, передаёт славянский термин для обозначения этих штандартов — станица. Слово родственно пол. stanica «знамя». Рассказ Саксона следующий:
Среди них была станица, выделявшаяся своими размерами и цветом, которую руяне почитали так же сильно, как величие почти всех богов вместе взятых. Поскольку, неся её перед собой, они имели власть преступать человеческий и божественный закон, и они считали, что ничто из того, что они хотели сделать, не было незаконным: они могли опустошать города, разрушать алтари, ставить божественный закон и грех на один уровень, повергать все дома Рюгена в руины или в огонь, и было так много доверия к этому суеверию, что власть маленького куска ткани была выше силы настоящей власти. Даже тот, кто был поражён этим знаменем, считал это божественным знаком, возмещая [собственный] ущерб услугами, а [собственные] раны подарками.
Войска Вольгаста несли в каждой битве щит Яровита, что гарантировало им победу. Болгарский князь Борис I писал папе Николаю I, что когда они шли в бой, будучи язычниками, то делали это со священным хвощом.
Возможно, существовал следующий ритуал, описанный Козьмой. Летописец сообщает о мачехе, что заботилась о своём пасынке и когда тот собрался на войну, то рассказала ему секрет как он смог бы избежать гибели. Когда он вступит в бой, то должен будет убить человека, отрезать ему оба уха и положить их в сумку. После начертить крестообразный знак на земле между ногами лошади для того, чтобы боги развязали ей невидимые узлы. Пасынок должен будет вскочить на коня и, не оглядываясь, скакать прочь из битвы. Тогда он будет единственным выжившим, потому что «боги, которые шли с тобой в бой, отвернулись от тебя, чтобы помочь твоим врагам». Сам Козьма называет мачеху одной из Эвменид. Он использует этот греческий термин в общем смысле «женщина-священнослужитель».

### Погребальные ритуалы
Ритуал похорон был призван обеспечить умершему лучшую жизнь в мире мёртвых. Доминирующим погребальным ритуалом у славян вплоть до конца I тысячелетия н. э. была кремация. Данный ритуал подтвержден археологически и имеет многочисленные параллели в других хорошо известных индоевропейских обычаях. Задолго до христианства было также распространено погребение. Неизвестно, отчего зависел выбор погребального обряда. Возможно, существовали религиозные различия во взглядах на загробную жизнь. Кремация могла быть призвана ослабить мёртвого. В могилу или на погребальный костёр клали различные предметы: оружие, орудия труда, украшения, что могли понадобиться человеку в том мире.
Изначальные индоевропейские курганные погребения (XVI—XIII веков до н. э.) сменяются бескурганными могильниками с захоронением кремированных останков в погребальных урнах (XIII—VII века до н. э.). У племен лужицкой культуры (VI—V века до н. э.), с которой многие исследователи связывают этногенез славян, захоронения производились в грунтовых ямах, куда ссыпались остатки трупосожжений. С другой стороны, большинство исследователей отвергают лужицкую культуру как славянскую. Зарождается и постепенно получает широкое распространение в V—II веках до н. э. обычай накрывать остатки трупосожжений большим колоколовидным глиняным сосудом, перевернутым вверх дном — «клёшом». Данная культура подклёшовых погребений могла быть раннеславянской. Ещё в одной, возможно, славянской археологической пшеворской культуре (конец II века до н. э. — начало V века) были распространены похороны в бескурганных могильниках по обряду кремации. Племена черняховской культуры (III—V века), в которой смешивалось иранское, германское и славянское население, в основном по-прежнему кремировали своих покойников, немало, однако, встречается и ингумированных погребений. У славян пражско-корчажской группировки с VI—VII веков зарождается курганный обряд погребения. При этом долгое время курганы и грунтовые могильники сосуществовали. Между тем славянам пеньковской группировки, как и их потомкам, обычай сооружать курганные насыпи был абсолютно чужд. Кривичи хоронили остатки трупосожжения в длинных курганах, тогда как поселившиеся рядом ильменские словене погребали кремированные тела в округлых насыпях — сопках. В Польше курганы появились в VI и VII веках, затем на время исчезли и вновь появились в X веке. В распространении кремации существовали территориальные различия: кремация была очень распространена в Богемии и Моравии, на западе Карпат и в южной Польше; в Великой Польше, Мазовии и Силезии она встречалась реже. В некоторых частях славянского мира ни одно кладбище не было чётко определено, даже несмотря на обилие мест обитания. Это может свидетельствовать о том, что использовались и другие практики захоронения, например, воздушное погребение.
Обряд кремации зафиксирован письменными источниками. Ибн Руста в X веке описывает, что когда один из них умирает, то его сжигают, а женщины, когда умирает кто-то из их близких, режут свои руки и лицо ножом. Когда они кремируют покойника, то утром возвращаются на место, где он лежит, собирают пепел, кладут его в урну и помещают на курган. С другой стороны, Ибн Руста сообщает об ритуале и без кремации: «Когда умирает важный человек среди них, они роют ему могилу, подобную просторному дому, и кладут его внутрь, включая в неё одежду для его тела, золотой нарукавник, в который тот обычно одевался, а также много еды и питья, и монет. А его женщину, которую он любил, кладут в могилу вместе с ним, пока она жива. Они закрывают крышку могилы, и она погибает в ней». Одновременно с упоминанием о скорби Ибн Руста рассказывает и противоположную информацию, а именно, что во время сжигания тела царит свадебная атмосфера, поскольку они верили, что умершие находятся в милости у своего господина, то есть бога. Возможно, настроение похорон менялось в зависимости от фазы, в которой они находились.
«Повесть временных лет» даёт следующее описание: «И если кто умирал, то устраивали по нём тризну, а затем делали большую колоду и возлагали на эту колоду мертвеца и сжигали, а после, собрав кости, вкладывали их в небольшой сосуд и ставили на столбах при дорогах, как делают и теперь ещё вятичи. Этого же обычая держались и кривичи, и прочие язычники, не знающие закона Божьего, но сами себе устанавливающие закон». Сожжение останков предполагало, что усопший, не утрачивая связи с погребальной урной, отправляется в загробный мир, поэтому его прах помещался рядом с дорогами. Козьма Пражский упоминает, что захоронения чехов проводились в уединённых местах, таких как леса и поля, а также на перекрестках дорог.
Среди славян был зафиксирован редкий ритуал «греть покойников» — поминальный семейный обычай возжигания огня после похорон и на поминках с целью передать умершим тепло. В большей степени он известен южным и восточным славянам, встречался и в Польше. Сам ритуал сохранялся вплоть до XX века. Исследователи считают, что он был отголоском языческих верований, связанных с трупосожжением. Такой ритуал осуждается в древнерусском «Слове Григория» и в древнепольских «Свентокшиских проповедях», где запрещается практика на Святую среду жечь костры-«груматки» по языческому ритуалу в память о душах любимых предков. Также осуждается вера, что души идут к этому огню и греются у него.
«Повесть временных лет» рассказывает, что когда летом умер князь Владимир Святославович, его спутники ночью разобрали пол между двумя комнатами в доме, где было его тело, завёрнутое в ковёр. Спустив Владимира на верёвках, положили его в сани и повезли в церковь Богородицы. Аналогично тело Изяслава Ярославича, погибшего в 1078 году, везли на санях. В своём «Поучении» Владимир Мономах говорит следующее: «Сидя на своих санях, я размышлял в сердце своём и славил Бога, который вёл меня, грешного, до сего дня. <…> Если этот документ кому-то неприятен, пусть не сердится, а лучше пусть поверит, что в старости я говорил глупости, сидя на санях». Таким образом, Владимир Мономах метафорически сообщает, что чувствует скорое приближение смерти. Исследователи расценивают данные записи как свидетельство похоронного обряда языческого происхождения: заворачивание в ковёр должно было обездвижить покойника, вынос сквозь отверстие дома и транспортировка на санях летом должна была запутать мёртвого, чтобы тот не вернулся. Вынос мёртвого сквозь стену был зафиксирован у белорусов, называвших отверстие в стене душник. Сани, возможно, понимались как символическое средство транспортировки души умершего в мир иной. Обгоревшие останки саней были найдены в одном из погребений Костромской области.

#### Жертвенная жена
Святой Бонифаций в отношении западных славян VIII века сообщает следующее:
А венды, самый деградированный и развращённый род людей, соблюдают взаимную любовь супругов с таким рвением, что жена, когда её муж умирает, отказывается жить; достойной похвалы считается та жена, которая приносит смерть своей собственной рукой и сгорает на одном костре со своим мужем.
Титмар упоминает, что, по представлениям поляков, жена отправляется за мужем после отрубания ей головы. По свидетельству Ибн Русты о восточных славянах, если у покойного много жён и одна из них считает себя самой любимой, то она ставит два столба с верёвкой между ними. Потом она встаёт на стул, и обмотавшись верёвкой вокруг горла, вешается. После её тело берут и бросают в погребальный огонь к мужу. По записи Аль Масуди: «Они сжигают своих мёртвых вместе с их скотом, утварью, оружием и украшениями. Когда мужчина умирает, его жену сжигают заживо вместе с ним, но когда умирает жена, её мужа не сжигают. Если умирает холостяк, то после его смерти он женится. Женщины рады быть сожженными, ибо они сами не могут войти в рай». Арабский роман X века: «Наш обычай, о греки, таков, что супруги никогда не разлучаются, даже если один из них умирает. Если муж умирает раньше жены, мы кладем её на ложе, рядом с ней кладём мужа и опускаем их обоих вместе в колодец». Книга «Худуд аль-Алам» X века также говорит: «Когда умирает мужчина, его жена, если она любила его, убивает себя». В Стратегиконе VI века в отношении южных славян говорится: «Их женщины более чувствительны, чем все остальные в мире. Когда, например, умирает их муж, многие смотрят на это как на собственную смерть и свободно душат себя, не желая продолжать свою жизнь вдовами». Таким образом, ритуал является общеславянским. С другой стороны, археологически двойные могилы встречаются редко. Вероятно, смысл ритуала выражался в контексте представления о загробной жизни, в которой член доминирующего сословия, вероятно, воин берёт с собой все свои любимые вещи, а также любимую супругу.

#### Погребальный пир
У славян сохранилась восходящая к индоевропейской эпохе традиция устраивать на похоронах состязания и пиршество тризну. Славянское слово тризна обозначало и пиршество при похоронах, и хмельной напиток: пиво, брагу или мёд. Вместе с хмельными напитками основу поминальной трапезы составляла каша из злаков — кутья. Другое название погребального пира страва. Общая реконструкция тризны господствующего класса восточных славян выглядит следующим образом: присутствие большого количества воинов, употребление алкоголя до степени опьянения, возведение кургана на могиле, а также оплакивание вдовой своего умершего мужа. Через год приносят в жертву мёд — элемент, который, вероятно, являлся символом бессмертия благодаря своей физической характеристике нетленности. Вместе с этим подношением устраивается погребальный банкет в честь умершего. Идея погребального пира была известна всем языческим славянам и зафиксирована уже в VI веке: славянский вождь Мусокий был захвачен византийцами, когда он и его войска были совершенно пьяны после того, как устроили погребальный пир в честь брата вождя. Ритуальные пиры также могли периодически происходить на могилах. Пепел и остатки еды засыпали свежей землей, благодаря чему курган постепенно рос вверх.

## Праздники
В силу земледельческого характера славянских обществ календарная обрядность тесно смыкалась с культами плодородия.

### Весенне-летние праздники
Эббо упоминает, что по прибытии Оттона в епархию Хафельберга, где уже практически не осталось христиан, в начале мая славяне отмечали праздник в честь Яровита и устроили пир. В начале лета жители Волина устраивали праздник с играми и танцами, где поклонялись копью некоего бога. Неизвестно, кто был этим богом, но, возможно, праздник связан с плодородием.
Южные и восточные славяне отмечали праздник Русалии, зафиксированный впервые в XII—XIII веках. Праздник происходит от римского праздника Розалия и был связан с культом мёртвых и сельскохозяйственными работами. Русалии начинались в день Пятидесатницы и заканчивались через неделю, в канун Троицкого воскресенья (Русальная неделя). Гомилетическая церковная литература отождествляет Русалии с практиками, связанными с празднованием прихода весны, включая музыку, танцы и театральные постановки, которые происходят вопреки церковным указаниям и игнорируют пост предписанный церковью. С другой стороны, ежегодная практика празднования Русалий привела к тому, что их название утратило дохристианский оттенок и с раннего времени стало синонимом Пятидесятницы. Историк Г. Ловмянский отстаивает версию, что Русалии хоть и имели латинское название, но опирались на изначальные славянские обряды, получившие у южных славян римское название, позже перешедшее и на Русь.
Козьма Пражский рассказывает о празднике у язычников-чехов, что может быть связан с Русалиями восточных и южных славян. Чехи на третий или четвёртый день Пятидесятницы совершали возлияния над источниками, приносили жертвы демонам, устраивали спектакли для усмирения духов на перекрёстках, сквернословили, вызвали призраков, надевая на лица маски, и веселились. Вероятно, эти же маски упоминаются в письме № 55, адресованном папой Иннокентием III епископу Гнезно в XIII веке, где осуждается театральные пьесы в церквях с масками призраков. «Краковский синодальный устав» XV века запрещает полякам исполнять во время Пятидесятницы языческие песнопения. В «Свентокшиских проповедях» говорится, что во время Пятидесятницы некоторые пируют во имя языческих демонов, другие отказываются спать в помещении или не говорят ни с кем и ходят босяком. Согласно первой «Хронике Длугоша», в Польше праздник Пятидесятницы назывался Стадо, потому что группы людей собирались, чтобы отпраздновать его, предаваясь порокам. Наследием языческого прошлого может быть обряд выноса в конце зимы из деревни фигуры, называемой Мареной, символизировавшую зиму и смерть.

### Ноябрьский праздник урожая
Саксон Грамматик упоминает полабский праздник, связанный с культом Святовита. Праздник отмечался осенью, когда был собран урожай. Накануне жрец Святовита убирался в святилище, при чём ему не разрешалось дышать внутри него. Он должен был задерживать дыхание и выходить наружу каждый раз, когда ему требовался воздух. На следующий день жрец смотрел, сколько алкоголя осталось в роге идола, который был налит туда в предыдущем году. Если уровень жидкости не менялся, то можно было щедро использовать урожай. После гадания жрец выливал напиток к ногам статуи, после чего дважды наполнял рог. В первый раз жрец просил Святовита за себя, за родину, за народ и осушал рог одним глотком. Второй раз наполненный рог устанавливался в руке идола, чтобы наблюдать за ним в следующем году. Третья часть церемонии заключалась в диалоге между жрецом и народом. Жрец прятался за круглой медовой лепёшкой с человеческий рост и спрашивал: видите ли вы меня? Кто-то из народа так или иначе видел его и отвечал ему, что он видим. Тогда жрец отвечал, что в следующем году они его не увидят. Таким образом, он желал увеличение будущего урожая. Дальше жрец обращался к народу с просьбой поддерживать культ Святовита, чтобы обрести победы на суше и на море. Завершающим элементом был пир, включающий жертвоприношение скота, позже съедаемый во время банкета. Этот пир был масштабным, и, по словам Саксона, «на этом пиру считалось благочестивым нарушать воздержание, а его соблюдение — дурной привычкой». Параллельным источником о празднике является «Деяния английских королей», где говорится, что полабские славяне наполняют рог идолу Фортуны. Сидя кругом, они все пробуют медовуху из рога и, если находят его полным, аплодируют с громкими криками, потому что в следующем году будет изобилие, если же нет, то они сетуют. Указана более точная дата проведения праздника — последний день ноября. Ибн Руста упоминает более простой ритуал урожая у восточных славян: "Они [славяне] обычно сеют просо. Когда наступают дни сбора урожая, кладут несколько зёрен проса на лопату, поднимают их к небу и говорят: «Господи, это ты нас кормишь, так исполни же свою доброту к нам!».

### Коляда
Зимний праздник Коляда был осуждаем церковью с XI века. Его название не славянское: оно происходит от латинского праздника Календ. Праздник осуждается в «Поучении епископа Ильи Новгородского». Согласно этому произведению, эти праздник включал себя ритуальный бой, а также игру в «костяшки», то есть бросание костей из лодыжки животного, обычно овцы, которые использовались как в азартных играх, так и в гаданиях. У восточных славян одно из главных звеньев зимних Святок — колядование, обряд коллективного обхода дворов с целью сбора съестных даров, которые затем с песнями и танцами поедались колядовщиками.

## Мифология
В древних текстах не сохранилось ни одного мифа, напрямую связанного со славянскими божествами. Литературно обработанных мифов славяне не создавали. На этом фоне лингвист Ст. Урбаньчик выразил мнение, что у славян вообще не могло быть мифов, поскольку ничто не свидетельствует в пользу их существования. Религиовед А. Шиевски обозначил такую позицию как преувеличенную.
По причине отсутствия записей мифов для их реконструкции большинство исследователей обратились к фольклору. Опираясь на этнографические славянские данные и общеиндоевропейские сведения, филологи Вяч. Вс. Иванов и В. Н. Топоров выдвинули теорию основного мифа индоевропейцев, не получившая полного признания. Религиовед А. П. Забияко поддерживает идею существования мифологемы священного брака между небом и землёй. По мнению Шиевски, если в случае высшей мифологии возможна некоторая реконструкция, то она невозможна в отношении дохристианского героического мифа, который был полностью и окончательно забыт. Но некоторые исследователи предприняли попытку к его реконструкции. Религиовед П. Лажуа на основе фольклора реконструирует миф об охотнике, что получил оружие от бога гроз. Исследователь также считает, что образы Крака и Крока могут восходить к языческой эпохе. Между двумя эпосами славян: былинами и сербским эпосом исследователи заметили следующий мотив: сербский Королевич Марко кичится своей силой и похваляется, что может поменять небо и землю местами. Бог подкидывает ему сумку, которую Марко не может поднять, потому что в ней вся масса Земли. Аналогично былинный Святогор пытается поднять туже сумку, но не может. Марко или его конь входит по пояс в землю. Тоже самое происходит со Святогором, но в отличие от Марко, сумевшего оправиться, Святогор умирает. Мнение исследователей разделились: одни утверждают о праславянской древности мотива, другие — книжное, позднее происхождение. Лингвист А. Лома отстаивает точку зрения, что ряд совпадений в эпосах вызван не случайностью или заимствованием, а происходит из общего славянского эпического субстрата. Исследователь также находит совпадения и в языковых формулах. Когда Муса идет навстречу Марку, то говорится, что он «буловище бросает в облака. Ждёт в белые руки». Также делает его брат Джемо. И также говорится о Святогоре: «мечет палку ту под облака <…> на белые руки подхватывая».

## История

### Праславянский период
Религии славян предшествовал период праиндоевропейской религии, составившую основу славянского язычества. Совместно с этногенезом славян формировалась и их религия, возникшая в результате переработки славянами индоевропейского наследия, раскрытия собственного религиозного опыта и выборочного усвоения религиозных традиций соседних народов. Большинство лингвистов датирует начало славянского этноса первой половиной или серединой I тысячелетия до н. э. Также есть исследователи относящие появление славян к II тысячелетию до н. э. или, наоборот, к первой половине I тысячелетия н. э. Религиовед А. П. Забияко относит возникновение религии славян ко второй половине I тысячелетия до н. э.
Славянское язычество никогда не было однородным. Так, существовали два вида погребения, и каждый из них мог быть связан с другой системой верований, по крайней мере, в том, что касается загробной жизни. Гельмольд говорит о различиях в культе: «Славяне имеют различные языческие обычаи, поскольку не согласны с одним и тем же видом суеверий», и в качестве примера приводит наличие или отсутствие идолов. В связи с этим лингвист Ст. Урбаньчик допускает, что представление об единой славянской религии может быть ложным, и в действительности речь может идти о славянских религиях. В то же время относительное языковое единство и незначительная диалектная дифференциация славянского мира до конца I тысячелетия н. э. подтверждают предположение о существенном единстве культа первобытных славян. Праславяне имели медленные темпы исторического развития и находились вдали от средиземноморской ойкумены, что консервировало их индоевропейские религиозные взгляды. Они жили оседлой жизнью и находились в контактах с народами, что сами были на аналогичном религиозном уровне и не могли существенно изменить характер их религии, но возможность влияния существует. На славянском археологическом материале прослеживаются следы кельтов (середина и вторая половина I тысячелетия до н. э.) и германцев (вторая половина I тысячелетия до н. э. — первые века н. э.), однако религиозное влияние на славян не определено. Славяне контактировали и с иранскими народами: скифами в середине I тысячелетия до н. э. и с сарматами в начале I тысячелетия н. э., но вопрос влияния иранцев на религию славян остаётся открытым. По мнению историка А. Гейштора, до конца I тысячелетия у славян преобладала монолитная культура и, следовательно, культурное взаимодействие славянских племён было тесным, что позволяет считать, что славяне в течение многих столетий имели общую систему верований.
В конце V — начале VI века славяне участвуют в Великом переселении народов, что приводит их к распаду на южных, западных и восточных славян. Около VIII века эпоха общеславянского единства была закончена, и впоследствии у каждой ветви славян появляются религиозные различия, при этом сохранятся ряд общих черт.

### Христианизация
Христианизация славян происходила с VII—VIII по XII—XIII век, иногда провоцируя местные языческие восстания. Принятие христианства было как добровольным, так и принудительным. Источники не дают достоверных сведений об успешных миссионерских попытках среди языческих племен, не находившихся под управлением государства, несмотря на усилия, предпринимаемые в этом направлении начиная с VII века. Распространение новой религии длилось долго не только из-за сопротивления населения, но и из-за определённых недостатков христианской миссии. Во-первых, миссионеров и приходского духовенства всегда было мало, потому что их было трудно обучить. Сеть католических приходов возникла только в XII веке и была настолько редкой, что контакт духовенства с верующими был очень затруднён. Во-вторых, духовенство, прибывающее из других стран, испытывало языковые трудности в общении со славянским населением. В-третьих, духовенство было тесно связано с классом феодалов, пользовалось теми же привилегиями, а его содержание ложилось на плечи сельского населения, наиболее многочисленного. В-четвёртых, христианство было связано с навязыванием чужой власти и ограничением гражданских прав.

#### Южные славяне
Византийская империя
Славяне столкнулись с христианством в VI веке при вторжении на Балканы. Принятие христианства позволило ряду славян, служивших в качестве офицеров Византии, продвигаться по карьерной лестнице. Подобные амбициозные деяния не оказали никакого влияния на основную массу славян, остававшихся за пределами империи. Внешние и внутренние проблемы Византии замедляли христианизацию, но к VIII—IX векам процесс влияния Византии на местных славян уже зашёл достаточно далеко. К 879 году христианизация струмян, драговитов, сагудатов шла полным ходом. Эзериты и македонские сербы к этому времени уже имели свои епархии. Евангелизация начиналась с прибрежных городов, которые удерживали греки, и параллельно с этим сопровождалась эллинизацией. К концу IX века славянский язык почти полностью исчез из Греции. К IX веку в менее доступных горах оставались несколько очагов непоглощённых и, вероятно, ещё языческих славян, таких как эзериты и милинги в Тайгете.
Хорватия и Далмация
Прибившие в Далмацию славяне занимались гонениями на христиан и грабежами церквей. Первая попытка христианизировать хорватов была предпринята папой римским по просьбе императора Ираклия I, но сам процесс шёл медленно за исключением тех хорватов, что поселились в непосредственной близости от прибрежных городов, в частности, Задара, Трогира и Сплита. Данные хорваты были христианизированы сравнительно быстро. К VIII веку встречаются лишь отдельные упоминания о миссионерской деятельности.
Около 795 года Панноская Хорватия перешла под сюзеренитет франков. Тогда же принявший сюзеренитет хорватский вождь Войномир принимает крещение. В 803 сюзеренитет принимает Далмация. В 811—814 годах был заключён Ницефорский мир, определивший сферу влияния на Балканах между франками и Византией. Таким образом, паннонские и далмацкие хорваты в IX веке всё больше и больше попадали под франкское влияние, что вызвало масштабную работу по христианизации далмацких хорватов со стороны Аквилейского патриархата. Первые князья Паннской Хорватии: Борна и его приемник Владислав были по крайней мере номинальными христианами. В то время как неретвляне, не имевшие на своем побережье между реками Цетина и Неретва ни одного крупного города или епископства, были одними из последних крестившихся, возможно, не раньше 900 года.
Болгария
Хан Болгарии Крум проводил антихристианскую политику. Военнопленным христианам он предлагал отступничество или смерть. Заключённых заставляли есть мясо в Великий пост или страдать за свою веру. Политика Крума вызывала презрение со стороны Византии, и её власти стремились как можно больше выкупать пленных христиан. После Крума правил Омуртанг, при котором продолжались гонения на христиан. Были убиты несколько епископов, в частности Мануил Адрианопольский. При сыновьях Омуртага булгарский элемент быстро терял свою идентичность в среде славян, хотя этот процесс едва ли был завершен к концу IX века. Два сына Омуртага приняли христианство и впоследствии были смещены. Страной стал править третий сын Маламир, проводящий терпимую политику по отношению к христианам. В 852 году воцаряется Борис I. К этому времени булгарский язык практически полностью исчез, и Болгария стала славянским государством. Борис решает принять христианство. В 862 году был заключён союз с Людовиком II Немецким против Великой Моравии, и тогда же были сделаны первые шаги в сторону христианизации. В этой обстановке великоморавский князь Ростислав обращается за помощью к Византии. Реакция Византии была незамедлительной. Империя не могла допустить распространения франкского влияния на Болгарию. Впоследствии началась византийско-болгарская война 863—864 годов, закончившаяся поражением Бориса. Условия мира предусматривали отказ от франкского союза и крещение в восточную церковь, которая должна была провести дальнейшую евангелизацию Болгарии. Борис был крещен константинопольским патриархом в 864—865 году. Император в качестве крёстного отца дал ему своё имя Михаил. Из-за христианизации случилось восстание болгарских бояр в 866, едва не стоившее Борису жизни и трона. Аристократы обвиняли князя, что тот дал им плохой закон и «отступил от отцовской чести и славы». Мятежники направлялись к столице Плиске с намерением остановить христианизацию и убить Бориса. Опираясь на часть лояльных к нему бояр, Борис сумел разгромить мятежников. Во время мятежа князь приказывает казнить наиболее видных бунтовщиков. В результате пятьдесят два боярина и их семьи были убиты. Менее знатные и простой люд были освобождены, так как народ пожелал покаяться. Языческая реакция происходила в основном от болгарской этнической среды, тогда как славянское население поддерживало христианизацию. После 36 лет правления Борис удалился в монастырь. Новым князем стал сын Бориса Владимир-Расате. Он родился ещё до христианизации и получил языческое воспитание. Князь проводил антихристианскую, антиславянскую и антивизантийскую политику. Предпринятые княжеской властью гонения заканчивались погромами церквей и кровопролитием. Осенью 893 года, когда обстановка в стране обострилась, Борис покидает монастырь и вместе с войском совершает переворот. Он смещает Владимира с трона, приказывает ослепить и бросить его в тюрьму. Следующим князем стал другой сын Бориса — Симеон I. Борис перед толпой обещал Симеону, что его ждёт такая же участь, если он отступит от истинного христианства.
Сербия
С начала VII по начало IX века неизвестна ни одна серьёзная попытка христианизации сербов. Ко времени правления Властимира в первой четверти IX века сербское государство стало центром интереса Болгарии и Византии. Первая попытка Болгарии по присоединению сербов относится к 839—842 годам, но сербы успешно удерживали свои позиции вплоть до византийской оккупации около 871 года. Во время правления царя Симеона I Сербия всё ещё теоретически признавала византийский сюзеренитет, но на практике, особенно после 897 года, была зависима от Болгарии и неизбежно находилась под гораздо более непосредственным болгарским культурным влиянием. Таким образом, обращение сербов произошло отчасти благодаря византийским, а отчасти последующим болгарским усилиям. По словам императора Константина VII, рост могущества Сербии в IX веке был сопряжён с массовым возвращением к язычеству, для предотвращения которого сербские правители обращались в Константинополь во времена императоров Михаила III и Василия I. По мнению слависта А. П. Власто маловероятно, что существовало действительное массовое христианство, из которого сербы вышли. Возможно, что Василий проинтерпретировал потерю контроля Византии над Сербией как следствие языческой реакции. В любом случае с 870 года Сербия считается христианской страной.

#### Восточные славяне
До середины IX века на восточных славян и русов долины Днепра не оказывалось никакого сильного религиозного влияния, но представители авраамических религий были им знакомы. Некоторые приверженцы каждой религии, вполне вероятно, уже проживали в Киеве. Князья Олег и Игорь были язычниками и, возможно, были терпимы к христианству. С другой стороны, дружина Олега совершала набеги на Константинополь, и поскольку церкви были самыми богатыми источниками грабежа, то это вероятно приводило к расправам над христианами. Проблемы Византии с печенегами и мадьярами отстрачивали обращение Руси. К X веку торговые отношения между Русью и Константинополем стали более регулярными. Росло и влияние болгарского христианства. В то же время нет никаких доказательств о миссионерской деятельности со стороны греков в середине X века. Княгиня Ольга была крещена, но проводимая ей политика не пользовалась всеобщей поддержкой в Киеве, и она не сумела навязать новую религию. Её сын Святослав отказался принять крещение, аргументируя это тем, что «Моя дружина будет смеяться надо мной». Князь Ярополк имел жену-христианку и был благосклонен к христианству. Нет никаких свидетельств его крещения, но идея, что он был христианином, высказывается в исторической науке. Князь Владимир сверг Ярополка, учредив в городе киевский пантеон. Позже Владимир крестился, вероятно, в 987 году. Сложно судить о причинах, побудивших князя креститься. Летописцы описывают его выбор как прямое вдохновение свыше, поэтому они рисуют языческий период его правления в преувеличенной манере. Вероятно, что Владимир имел политические мотивы, как и у других славянских народов: только христианское государство пользовалось международным одобрением и доверием. Киевский пантеон был уничтожен. Прошло много времени прежде чем Русь была полностью крещена. Так, христианизация вятичей началась не раньше XII века. Церковь была недовольна тем, что в ряде регионов крестьяне были христианами только поверхностно, обозначая это явление как двоеверие. Многие языческие практики исполнялись открыто. Само крещение происходило мирным путём, притеснения были редки. На протяжении XI века встречаются упоминания о непокорных язычниках, особенно на севере. Так, в Суздале из-за голода вспыхнуло восстание в 1024 году, возглавляемое ещё активной группой волхвов.

#### Западные славяне
Бавария и Карантания
К 800 году баварское христианство было достаточно зрелым, чтобы начать евангелизацию самостоятельно. Первую попытку христианизации славян в Карантании осуществил Святой Аманд. Баварский герцог Тассилон III установил протекторат над Карантанией, но с середины VIII века Бавария всё больше и больше переходила под контроль франков, что в итоге привело к тому, что в 788 году Бавария вместе с Карантанией стала провинцией Франкской империи. Тассилион основал монастырь близ Иннихена специально для христианизации славян. Евангелизация шла рука об руку с заселением немцами новых возделываемых земель, причём как за счёт привлечения славян в монастырские поместья, так и другими способами. Было много неудачных попыток, локальных восстаний непокорных славян, что, возможно, объясняет дальнейшие кампании по умиротворению, которые Тассилон проводил в Карантании между 769 и 772 годами. Около 743 года князь Карантании Борут отправил своего сына Горазда и племянника Хотимира в монастырь для обучения христианству. Сам Борут, вероятно, оставался язычником, но крещение было обязательным условием в обмен на военную помощь. Хотимир привёз с собой из Баварии священника Майорана. Во время правления Хотимира христианство добилось значительных успехов. Священники продолжали присылаться из франкского Зальцбурга, несмотря на постоянное противодействие языческого большинства.
Аварский каганат
В 793—796 годах серия кампаний, проводимая Карлом Великим, привела к краху военной мощи Аварского каганата. Последствия разгрома были огромны. Был открыт юго-восток для франкского проникновения, оказывавшее воздействие на Моравию и Богемию. Падение каганата привело к миссионерству среди славян и аваров. Инициатором христианизации выступил епископ Алкуин, оглядывающийся на насильственное крещение саксов и заявляя, что крещение аваров и славян должно быть мирным. С этой политикой соглашался Павлин Аквилейский.
Моравия
Славяне Моравии, заселявшие эти земли с около 500 года, имели мало контактов с христианством до VIII века. Вероятно, они попали под религиозное влияние аваров и переняли некоторые из их религиозных практик. К второй четверти IX века христианство уже проникло с нескольких сторон и в нескольких формах. В периоде между 818 и 825 годами князь Моймир I принимает христианство. Его крещение совершил епископ Регинхар из Пассау. Массовое крещение моравов произошло в 831 году снова Регинхаром. После этого Моравия встала на путь превращения в христианское государство. Во второй четверти IX века христианство значительно продвинулось в Моравии. Археологические данные могил того времени свидетельствуют, что моравская аристократия уже была преимущественно христианской. После 830 Адальрам Зальцбургский освятил церковь в Нитранском княжестве при его правителе князе Прибине. Прибина около 833 года был смещён Моймиром и бежал к франкам, надеясь на их помощь. Ему были дарованы земли в Нижней Паннонии — Блатенское княжество с условием его крещения, произошедшее в 836—837 году.
Богемия
Не было найдено никаких следов христианских сооружений, которые могли быть датированы серединой IX века в Богемии. В 845 году четырнадцать богемских вождей прибыли в Регенсбург с просьбой о христианском обучении, что свидетельствует о заинтересованности славянской стороны в установлении более тесных отношений христианством, но это событие не оказало значительного влияния на религиозную ситуацию. Некоторые чешские легенды рассказывают, что князь Борживой I сидел на полу со своими людьми, как этого велел обычай, за что его посрамил христианский князь Святополк I. Этот упрёк привёл к крещению Борживоя вместе с его тридцатью спутниками, став тем самым первым христианским князем Богемии. Дата крещения, если оно было, должна приходиться на середину 870-x. К 895 году Богемия была уже полухристианской страной. В 920 или 921 году после смерти своего супруга Вратислава I, княжна Драгомира устроила дворцовый переворот, в ходе которого она приказала убить свою тёщу Людмилу Чешскую. Более поздняя литературная традиция, изложенная в «Жизни святого Вацлава» Карла IV, рассматривает Драгомиру как убеждённую язычницу. Такие сведения не соответствуют другим данным. Драгомира была крещена при вступлении в брак и впоследствии раскаялась в убийстве. Христианские авторы упоминают языческую реакцию после крещения Борживоя. Ещё одна реакция произошла при предводительстве Болеслава I, убившего в итоге своего брата Вацлава в 929 году, но в действительности сам Болеслав не был язычником, хотя среди его последователей могли быть некрещёные.
Польша
О влиянии христианства на Польшу до 960-х годов почти ничего не известно. Король Мешко I оказался окружённым потенциальными врагами. В 960-х годах немецкое давление на западную границу Мешко быстро усиливалось. Поэтому он решил принять христианство в первую очередь от богемцев, чтобы избежать потерю независимости от немцев. Будущая жена Мешко, богемская княгиня Дубравка, прибила в Польшу вместе со священниками в 964 году. В 966 году Мешко I крестится. Таким образом, Мешко надеялся остаться вне лап немецкой церкви и получить возможность объединиться с немцами не меньше, чем с богемцами, против язычников-славян, чьих земель они все жаждали. В Польше случился ряд языческих восстаний: в 1022 году, другое после смерти сына Мешко, Болеслава I Храброго, и самое крупное — летом 1034 года. В ходе восстаний духовенство, особенно в Великой Польше, было убито. Археологические данные могил в области Сандомира показали рост языческих захоронений в XI веке. Точная характеристика восстаний неизвестна. Успехи вендов в борьбе против германцев могли усилить польское язычество. С другой стороны, восстания необязательно несли в себе исключительно языческую основу, подкрепляясь политическими и экономическими проблемами. Не все разрушения были вызваны польскими язычниками. Так, в 1038—1039 годах чехи во время набега на польские земли разрушали христианские сооружения. Ситуация была восстановлена только в 1039 году, когда бежавший от опасностей в 1034 Казимир I вернулся в Польшу с немецкой поддержкой. Тем не менее на протяжении первой половины XII века остатки язычества в Польше оставались обычным явлением. Языческие святилища повсеместно разрушались, а открытые культы подавлялись, но реальное обращение было более медленным процессом. Постепенный крах вендского язычества в этом столетии, возможно, способствовал его окончательному упадку и в Польше. Силезия и Мазовия оставались на сравнительно низком уровне христианской культуры на протяжении всего XIII века.
Венды
Язычество балтийских славян достигло высокого уровня религиозной организации, из-за чего некоторые историки усматривали в нём сильное иноземное, особенно скандинавское влияние. С такой позицией не соглашается историк А. Гейштор и обозначает её как упрощённую. Из-за трудностей, с которыми столкнулся Карл Великий при покорении саксов, вендский мир оставался закрытым для серьёзного франкского влияния вплоть до IX века. Во времена Людовика Благочистивого были зафиксированы лишь отдельные крещения. Так был крещён в 821 году князь Славомир. В 928 году Генрих I наложил дань на гавелян. В следующем году он начал навязывать немецкое господство ободритам и велетам, а также усилил контроль над лужицкими сорбами, основав новую крепость в Мейсене. Немецкая политика в отношении славян предусматривала сначала порабощение, затем обращение. Политика Генриха ещё не сводилась к крещению или смерти, но вскоре это стало обычным отношением саксонцев. В сознании славян не было никакого сомнения, что немецкое господство означало потерю независимости и во многих местах выселение немецкими колонистами. Общество вендов не подвергалось сильным внешним влияниям, сохраняя свою традиционную структуру, что вызывало сопротивление переменам и в итоге вылилось в глубокую и продолжительную враждебность вендов к христианству. Среди них получило развитие жречество, что могло организовывать сопротивление, даже если вождь племени готов был подчиниться. Крещение символизировало покорность немецкому правлению во всем, фактически статус колониального крепостного. Так, вождь брежан Вирыкинд, сказал Оттону Бамбергскому во время его померанской миссии, что все они скорее умрут, чем станут рабами архиепископа. Немецкая церковь сделала работу своих собственных миссионеров невыносимо трудной. Среди многих бедствий было и неумеренное взимание десятины, к которой саксы относились особенно строго.
Успехи Генриха были продолжены его сыном Оттоном I. В завоёванных землях часто вспыхивали восстания, в частности, восстание 955 года, для подавления которого прибыл сам Оттон. Гельмольд упоминает, что Бернхард I жестоко угнетал славян и довёл их до нищеты, тем самым заставив их вернуться к языческой вере. Последовало восстание 983 года, сопровождавшееся массовым возвращением к язычеству, поджогом и уничтожением церквей, убийством священников. Евангелизация стала отходить на второй план по отношению к завоеванию. В 991 году Оттон III с помощью богемцев и поляков провёл ряд военных компаний с переменным успехом. К 996 году ободриты заключили мир, военные действия против велетов прекратились около 998 года. К началу XI века между двумя основными группами славян наметился раскол. Ободриты уже были частично христианами, что вызывало гнев у лютичей, совершавших набеги на ободритские земли. Они систематически уничтожали находящиеся там христианские учреждения. Шестьдесят священников были убиты.
Только к 1036 году немцы восстановили достаточный контроль над лютичами, чтобы возложить на них дань. В 1066 году князь Готшалк, контролировавший часть ободритов, самостоятельно напал на язычников-лютичей, но не сумел разрушить их главное святилище в Ретре. В этом же году поднимается ободритское восстание направленное против христианской и просаксонской политики Готшалка, что привело к его смерти и смертям среди священнослужителей. Гамбург и Хедебю были опустошены. Возрождение язычества продолжалось, ободритские монастыри перестали функционировать. Но ни один славянский правитель не обладал в последующие годы достаточным авторитетом, чтобы оказать достойное сопротивление немцам и датчанам. Лютичи были окончательно сломлены после восстания 1066 года. В 1067/8 году святилище в Ретре было окончательно разрушено епископом Бурхардом Хальберштадтским. После этого наступил спад сопротивления славян. Первая крупномасштабная попытка захватить остров Рюген и разрушить святилище Арконы провалилась в 1124—1125 годах. С этого времени германцы, датчане и поляки одновременно, но не всегда согласованно сходились против славян, сопротивление которых было по-прежнему ожесточенным, но неорганизованным. В 1124—1125 Оттон Бамбергский разрушил языческие святилища в Щецине, Волине и Бялогарде, а также провёл массовые крещения. Второе путешествие Оттона в 1128 году, вызванное массовыми рецидивами, было менее успешным, хотя и подкреплялось угрозами суровых военных мер.
В 1147 году начался крестовый поход против вендов, организованный по типу средиземноморских. Больше не было никаких уступок язычникам, особенно рецидивистам. Различие между язычниками и еретиками все больше и больше стиралось. Святой Бернард Клервоский в это время проповедует в отношении вендов «обрати или изгони». Немецкие лидеры брали всё в свои руки, ссорились между собой, подобно рыцарям-крестоносцам, за территориальные преимущества, нападали на такие города, как Щецин, которые уже частично или полностью были христианскими. К 1150 году языческий дух уже был сломлен, и его последние оплоты находились на балтийском побережье, в частности на острове Рюген. В 1160 году Генрих Лев заключил союз с Вальдемаром I Датским, чтобы справиться с язычниками и получить постоянный контроль над портами Одера. Для достижения этой цели потребовались многочисленные совместные датско-саксонские походы 1160—1185 годов. Рюген ожесточённо оборонялся до последнего, но в 1168 году Вальдемар в итоге сумел разрушить святилище Арконы. С этого времени славянский язык стремительно исчезает по всей Северной Германии.

### После христианизации
После христианизации религия славян исчезла не сразу. Перейдя на неофициальное положение, языческая религия существовала во всех слоях общества, в том числе и сельского духовенства. Культ богов оказался менее устойчивой её частью, исчезнув из народных верований. Божества либо полностью забылись, либо заменялись именами христианских персонажей, превращались в злых духов или же происходила апеллятивизация имён богов. Низшая мифология оказалась более живучей, сохраняясь как пережиток вплоть до современности.

## В культуре Нового и Новейшего времени
Средневековые источники не упоминали имён польских богов. Спустя полтысячелетия после крещения Польши во второй половине XV века, Ян Длугош взялся восполнить этот пробел, создав пантеон по античному образцу, взяв часть имён богов из восклицаний народных песен, хотя сами сведения Длугоша с некоторой осторожностью могут быть использованы как исторический источник. Последующие за Длугошем памятники Нового Времени в отношении религии славян проявляли две тенденции: желание упомянуть диковинные сведения, а с другой — дать развёрнутую картину славянского язычества даже при отсутствии реальной возможности сделать это. Со временем, при появлении всё большего числа таких «источников», их сообщения смешивались, путались, порождая новые, подобные, но ещё более богатые и ещё менее достоверные. В этих источниках рождались новые божества. Иногда в результате ошибок (Услад), иногда из-за попыток увидеть в фольклорном образе предмет почитания (Купала). В ряде случаев причиной послужило стремление историков к полному описанию образа божества, зачастую усиленное влиянием античной культуры. Но наибольшей продуктивности достиг метод фальсификации. В деревне Прилвиц на рубеже XVII—XVIII веков якобы были найдены в сосудах под землёй многочисленные изделия из металлов. Ими оказались около сотни статуэток, получивших название Прильвицких идолов и которые якобы служили идолами в храме Ретры. В действительности фигурки были созданы ювелиром Гедеоном Натанаэлем Шпонхольцем (1745—1807) ради заработка и уже XIX веке характеризовались научным сообществом как подделки. В ряде случаев подделки создавались как попытка приукрасить прошлое своего региона или народа. Времена слависта Вацлава Ганки характеризовались возрождением чешского национального самосознания, а развитие наук указало многим патриотам на бедность собственной истории в том, что касается языческих древностей. Ганка, используя рукопись Mater Verborum XIII века, в которой уже были некоторые чешские глоссы, внёс в неё дополнительно 848 новых, включающих имена божеств. Он также является автором Краледворской и Зеленогорской рукописей, представляющих собой эпические сказания. Первая рукопись использовалась как источник по славянской мифологии. Её разоблачение было воспринято чехами как национальная трагедия. Тоска по славянской мифологии в сочетании с эзотерическими ожиданиями некоего древнего знания, зачарованного в книгах, является источником производства таких подделок, как «Веда Славян» Стефана Верковича или «Велесова книга» чудесным образом сохранённая и «найденная» Фёдором Изенбеком в Украине. В современности эстафету востребованности славянского мифа переняли писатели фэнтези. Образы славянского язычества оказывают существенное влияние на литературу, кинематограф и другие сферы культуры, несмотря на различную религиозную и политическую конъюнктуру. Восприятие славянского язычества может быть как негативным, когда это явление считается пережитками далёкого прошлого, так и нейтральным или позитивным, когда язычество рассматривается как важная часть исторического наследия.

### На русском языке
Источники
Книги
- Аничков Е. В. Язычество и древняя Русь. — СПб.: Типография М. М. Стасюлевича, 1914. — XXXIX, 386 с.
- Иванов Вяч. Вс., Топоров В. Н. Славянские языковые моделирующие семиотические системы. — М.: Наука, 1965. — 249 с.
- Гейштор, Александр. Мифология славян = Mitologia Słowian / Перевод с польского А. М. Шпирта. — М.: Весь Мир, 2014. — 384 с. — ISBN 978-5-7777-0581-5.
- Ловмянский, Генрик. Религия славян и её упадок (VI—XII вв.) = Religia slowian i jej upadek (w. VI—XII) / перевод с польского M. В. Ковальковой. — СПб.: Академический проект, 2003. — 512 с. — ISBN 5-7331-0045-1.
- Мадлевская Е. Л. Русская мифология. Энциклопедия. — М.: Мидгард, Эксмо, 2005. — 784 с. — ISBN 5-699-13535-9.
- Мансикка В. Й. Труды по религии восточных славян. — М.: Форум, 2016. — 688 с. — ISBN 978-5-00091-182-2.
  - Аничков Е. В. Последние работы по славянским религиозным древностям // Труды по религии восточных славян. — М.: Форум, 2016. — С. 472—530. — ISBN 978-5-00091-182-2.
- Нидерле, Любор. Славянские древности = Rukověť slovanských starožitností / пер. с чеш. Т. Ковалевой, М. Хазанова, под ред. А. Л. Монгайта, предисл. проф. П. Н. Третьякова. — М.: Издательство иностранной литературы, 1956. — 452 с.
- Русанова И. П., Тимощук Б. А. Языческие святилища древних славян / под ред. д-ра ист. наук С. А. Плетнёвой. — 2-е изд., испр. — М.: Ладога-100, 2007. — 304 с. — ISBN 978-5-94494-051-3.
- Толстой Н. И. Очерки славянского язычества. — М.: Индрик, 2003. — 624 с. — (Традиционная духовная культура славян / Современные исследования). — ISBN 5-85759-236-4.
- Токарев С. А. Религиозные верования восточнославянских народов XIX — начала XX века / отв. ред. С. И. Ковалев. — Изд. 2-е. — М.: Книжный дом «ЛИБРОКОМ», 2012. — 168 с. — (Академия фундаментальных исследований: этнология). — ISBN 978-5-397-02283-5.
- Топоров В. Н. Мифология: Статьи для мифологических энциклопедий / Ред.-сост. А. Григорян. — М.: Языки славянских культур, 2014. — Т. 2. П—Я. — 536 с. — ISBN 978-5-990-5856-4-5.
- Этимологический словарь славянских языков.
  - Этимологический словарь славянских языков. Праславянский лексический фонд / под ред. А. Н. Трубачёва. — М.: Наука, 1975. — Т. 2 (*bez—*bratrъ). — 238 с.
  - Этимологический словарь славянских языков. Праславянский лексический фонд / под ред. А. Н. Трубачёва. — М.: Наука, 1976. — Т. 3 (*bratrьcь—*cьrky). — 199 с.
  - Этимологический словарь славянских языков. Праславянский лексический фонд / под ред. А. Н. Трубачёва. — М.: Наука, 1977. — Т. 4 (*čaběniti—*děl’a). — 235 с.
  - Этимологический словарь славянских языков. Праславянский лексический фонд / под ред. А. Н. Трубачёва. — М.: Наука, 1978. — Т. 5 (*dělo—*deržьlь). — 232 с.
  - Этимологический словарь славянских языков. Праславянский лексический фонд / под ред. А. Н. Трубачёва. — М.: Наука, 1987. — Т. 13 (*kroměžirъ—kyžiti). — 287 с.
  - Этимологический словарь славянских языков. Праславянский лексический фонд / под ред. А. Н. Трубачёва. — М.: Наука, 1992. — Т. 19 (*męs’arь—*morzakъ). — 254 с. — ISBN 5-02-011121-X.
  - Этимологический словарь славянских языков. Праславянский лексический фонд / под ред. А. Н. Трубачёва. — М.: Наука, 1997. — Т. 24 (*navijati (sę)/*navivati (sę)—*nerodimъ(jь)). — 234 с. — ISBN 5-02-011206-2.
  - Этимологический словарь славянских языков. Праславянский лексический фонд / под ред. А. Н. Трубачёва. — М.: Наука, 2002. — Т. 29 (*obpovědati—*obsojьnica). — 254 с. — ISBN 5-02-011808-7.
  - Этимологический словарь славянских языков. Праславянский лексический фонд. — М.: Наука, 2005. — Т. 31 (*obvelčenьje—*obžьniviny). — 258 с. — ISBN 5-02-033251-8.

Статьи
- Бесков А. А. Реминисценции восточнославянского язычества в современной российской культуре (статья первая) // Colloquium heptaplomeres: научный альманах : журнал  / сост. А. А. Бесков, Р. В. Шиженский. — Н. Новгород: Мининский университет, 2015. — Вып. II. — С. 6—18. — ISSN 2312-1696.
- Бесков А. А. Реминисценции восточнославянского язычества в современной российской культуре (статья третья) // Colloquium heptaplomeres: научный альманах : журнал  / сост. А. А. Бесков, Р. В. Шиженский. — Н. Новгород: Мининский университет, 2017. — Вып. IV. — С. 7—19. — ISSN 2312-1696.
- Божница // Этимологический словарь русского языка = Russisches etymologisches Wörterbuch : в 4 т. / авт.-сост. М. Фасмер ; пер. с нем. и доп. чл.‑кор. АН СССР О. Н. Трубачёва, под ред. и с предисл. проф. Б. А. Ларина. — Изд. 2-е, стер. — М. : Прогресс, 1986. — Т. I : А—Д. — С. 184.
- Забияко А. П. Религия славян // История религии в 2 томах / отв. ред. И. Н. Яблоков. — 4-е изд., пер. и доп. — Юрайт, 2022. — Т. 1. Книга 2. Религии Древнего мира. Народностно-национальные религии: учебник для вузов. — С. 236—286. — ISBN 978-5-534-03389-2.
- Кумир // Этимологический словарь русского языка = Russisches etymologisches Wörterbuch : в 4 т. / авт.-сост. М. Фасмер ; пер. с нем. и доп. чл.‑кор. АН СССР О. Н. Трубачёва. — Изд. 2-е, стер. — М. : Прогресс, 1986. — Т. II : Е — Муж. — С. 416.
- Кутарев О. В. История мистификаций и домыслов в области славянского пантеона (до середины XIX века) // Язычество в современной России: опыт междисциплинарного исследования : монография  / под ред. Р. В. Шиженского. — Н. Новгород: Мининский университет, 2016. — С. 133—160.
- Лома, Александр. Прасл. *gospodь bogъ // Ad fontes verborum. Исследования по этимологии и исторической семантике. К 70-летию Жанны Жановны Варбот. — М.: Индрик, 2006. — С. 186—192. — ISBN 5-87759-365-4.
- Петрухин В. Я. Посох Криве-Кривайтиса в балто-славянской перспективе // Балто-славянские исследования. — М.: Институт славяноведения РАН, 2019. — № XX: Сб. науч. трудов. — С. 395—408. — ISSN 977-2658-576-00-8. — doi:10.31168/2658-5766.2019.20.15.
- Седов В. В. Славяне // Древняя Русь в средневековом мире : энциклопедия  / Институт всеобщей истории РАН; под общ. ред. Е. А. Мельниковой, В. Я. Петрухина. — М.: Ладомир, 2014. — С. 752. — ISSN 978-5-86218-530-0.
- Славянские древности: Этнолингвистический словарь: в 5 т. / под общ. ред. Н. И. Толстого; Институт славяноведения РАН. — М.: Международные отношения, 1995—2012.
  - «Греть покойников» / Агапкина Т. А., Виноградова Л. Н. // Славянские древности: Этнолингвистический словарь : в 5 т. / под общ. ред. Н. И. Толстого; Институт славяноведения РАН. — М. : Межд. отношения, 1995. — Т. 1: А (Август) — Г (Гусь). — С. 543—544. — ISBN 5-7133-0704-2.
  - Идолы / Петрухин В. Я. // Славянские древности: Этнолингвистический словарь : в 5 т. / под общ. ред. Н. И. Толстого; Институт славяноведения РАН. — М. : Межд. отношения, 1999. — Т. 2: Д (Давать) — К (Крошки). — С. 388—390. — ISBN 5-7133-0982-7.
  - Огонь / Белова О. В., Узенёва Е. С. // Славянские древности: Этнолингвистический словарь : в 5 т. / под общ. ред. Н. И. Толстого; Институт славяноведения РАН. — М. : Межд. отношения, 2004. — Т. 3: К (Круг) — П (Перепёлка). — С. 513—519. — ISBN 5-7133-1207-0.
  - Огонь «живой» / Плотникова Л. Л. // Славянские древности: Этнолингвистический словарь : в 5 т. / под общ. ред. Н. И. Толстого; Институт славяноведения РАН. — М. : Межд. отношения, 2004. — Т. 3: К (Круг) — П (Перепёлка). — С. 519—521. — ISBN 5-7133-1207-0.
  - Погребальный обряд древних славян / Петрухин В. Я. // Славянские древности: Этнолингвистический словарь : в 5 т. / под общ. ред. Н. И. Толстого; Институт славяноведения РАН. — М. : Межд. отношения, 2009. — Т. 4: П (Переправа через воду) — С (Сито). — С. 91—92. — ISBN 5-7133-0703-4, 978-5-7133-1312-8.

### На других языках
Книги
- Álvarez-Pedrosa, Juan A. Sources of Slavic Pre-Christian Religion (англ.). — Leiden, Boston: Brill, 2021. — 548 p. — (Texts and Sources in the History of Religions. Vol. 169). — ISBN 978-90-04-44138-5.
- Álvarez-Pedrosa, Juan A.; Santos Marinas, Enrique. Rituals in Slavic Pre-Christian Religion: Festivals, Banqueting, and Divination (англ.). — ARC Humanities Press, 2023. — 136 p. — (Beyond Medieval Europe). — ISBN 9781802701173.
- Derksen, Rick[англ.]. Etymological Dictionary of the Slavic Inherited Lexicon (англ.). — Leiden, Boston: Brill, 2008. — Vol. 4. — 726 p. — (Leiden Indo-European Etymological Dictionary Series). — ISBN 978-90-04-15504-6.
- Jakobson, Roman. Selected Writings (англ.) / ed. Stephen Rudy; preface Linda R. Waugh. — Berlin, New York, Amsterdam: De Gruyter, 1985. — Vol. VII. Contributions to Comparative Mythology. — 405 p. — ISBN 9783110106176.
- Lajoye, Patrice[англ.]. Mythologie et religion des slaves païens (фр.). — Paris: Les Belles Lettres, 2022. — 202 p. — ISBN 978-2-251-91771-9.
- Słupecki, Leszek P. Slavonic Pagan Sanctuaries (англ.). — Warsaw: Institute of Archaeology and Ethnology, Polish Academy of Sciences, 1994. — 258 p. — ISBN 83-85463-27-5.
- Strzelczyk, Jerzy[пол.]. Mity, podania i wierzenia dawnych Słowian (пол.) / red. K. Raźniewska. — Poznań: Rebis, 1998. — 258 S. — ISBN 83-7120-688-7.
- Szyjewski, Andrzej[пол.]. Religia Słowian (пол.) / red. Stachowski A. H. — Kraków: Wydawnictwo WAM, 2003. — 268 S. — (Mała Biblioteka Religii). — ISBN 83-7318-205-5.
- Vlasto, Alexis P.[англ.]. The Entry of the Slavs Into Christendom: An Introduction to the Medieval History of the Slavs (англ.). — Cambridge University Press, 1970. — 435 p. — ISBN 978-0-521-07459-9.
- West, Martin L. Indo-European Poetry and Myth (англ.). — Oxford University Press, 2007. — 525 p. — ISBN 978–0–19–928075–9.
- Urbańczyk, Stanisław. Dawni Słowianie Wiara i kult (пол.). — Wrocław: Ossolineum, 1991. — 224 S. — ISBN 83-04-03825-0.
- Божилов И. А., Гюзелев П. С. История на средновековна България VII—XIV век (болг.). — София: Анубис, 1999. — Т. I. — 704 с. — ISBN 954-426-204-0.

Статьи
- Kajkowski, Kamil. Znaczenie odciętych głów w obrzędowości pogańskiej wczesnośredniowiecznych Słowian  zachodnich (пол.) // Studia mythologica Slavica : журнал. — 2014. — Vol. 17. — P. 135—153. — ISSN 1581-128X. — doi:10.3986/sms.v17i0.1498.
- Profantová, Naďa[англ.]. Pohanský idol z Kouřimi, Česká republika (чешск.) // Studia mythologica Slavica : журнал. — 2012. — Izd. 15. — P. 79—90. — ISSN 1581-128X.
- Лома, Александр. Святогор та Марко Святогорець (укр.) // Сучасна зарубіжна етнологiя: антология. У 2 т.  / голов. ред. Г. Скрипник. — Киев: НАН України, IМФЕ им. М. Т. Рильського, 2010. — Т. 2. — С. 302—314. — ISBN 978-966-02-6127-3.